# Abadia de Westminster
A Abadia de Westminster, formalmente denominada Igreja Colegiada de São Pedro em Westminster, é uma grande igreja em arquitetura predominantemente gótica na cidade de Westminster, Londres, Inglaterra, a oeste do Palácio de Westminster. É um dos edifícios religiosos mais notáveis do Reino Unido e o local tradicional de coroação e sepultamento dos monarcas ingleses e, posteriormente, britânicos. O edifício em si era uma igreja monástica beneditina até a dissolução do mosteiro em 1539. Entre 1540 e 1556, a abadia tinha o status de catedral. Desde 1560, o prédio não é mais uma abadia ou catedral, tendo o status de "Royal Peculiar" da Igreja Anglicana - uma igreja responsável diretamente pelo soberano.
De acordo com uma tradição relatada pela primeira vez por Sulcard em cerca de 1080, uma igreja foi fundada no local (então conhecida como Thorn Ey (Ilha Thorn) no século VII, na época de Mellitus, um bispo de Londres. A construção da igreja atual começou em 1245, por ordem do rei Henrique III.
Desde a coroação de Guilherme, o Conquistador, em 1066, todas as coroações de monarcas ingleses e britânicos aconteceram na Abadia de Westminster. Houve 16 casamentos reais na abadia desde 1100 d.C. Como local de enterro de mais de 3,3 mil pessoas, geralmente de destaque predominante na história britânica (incluindo pelo menos dezesseis monarcas, oito primeiros ministros, poetas, laureada, atores, cientistas e líderes militares e o Guerreiro Desconhecido, a Abadia de Westminster às vezes é descrita como "Valhalla da Grã-Bretanha", depois de icônico salão funerário da mitologia nórdica.

## História
Tradicionalmente, afirma-se que um jovem pescador no rio Tâmisa chamado Aldrich, teve uma visão de São Pedro perto do local onde se localiza a abadia. Isto geralmente é citado como a origem do salmão que os pescadores do Tâmisa ofereceram à abadia nos anos posteriores - um costume ainda observado anualmente pela Companhia de Peixarias. As origens registradas da abadia datam da década de 960 ou início da década de 970, quando São Dunstano e o rei Edgar instalaram uma comunidade de monges beneditinos no local.

### 1042: Eduardo, o Confessor, começa a reconstruir a Abadia de São Pedro
Entre 1042 e 1052, o Rei Eduardo, o Confessor, começou a reconstruir a Abadia de São Pedro para se proporcionar uma igreja real. Foi a primeira igreja na Inglaterra construída em estilo românico. O edifício foi concluído por volta de 1060 e consagrado em 28 de dezembro de 1065, apenas uma semana antes da morte de Eduardo, em 5 de janeiro de 1066. Uma semana depois, ele foi enterrado na igreja; e, nove anos depois, sua esposa Edite foi enterrada ao lado dele. Seu sucessor, Haroldo II, provavelmente foi coroado na abadia, embora a primeira coroação documentada seja a de Guilherme, o Conquistador, no mesmo ano.
A única representação existente da abadia de Eduardo, juntamente com o adjacente Palácio de Westminster , está na Tapeçaria de Bayeux. Algumas das partes inferiores do dormitório monástico, e uma extensão do Transepto Sul, sobrevivem na Cripta Normanda da Grande Escola, incluindo uma porta que se diz vir da antiga abadia saxônica. Aumentos de renda (suportados pela comunidade) fizeram crescer, de uma dúzia de monges na fundação original de Dunstano, até um máximo de cerca de oitenta monges, embora houvesse também uma grande comunidade de irmãos leigos que davam suporte à extensa propriedade do mosteiro e suas atividades.

### Construção da igreja atual
A construção da atual igreja começou em 1245 por Henrique III, que selecionou o local para seu enterro.

O abade e os monges, próximos do palácio real de Westminster (a sede do governo a partir do final do século XII), tornaram-se uma força poderosa nos séculos após a conquista normanda. O Abade de Westminster frequentemente era empregado no serviço real e, no devido tempo, ocupava seu lugar na Câmara dos Lordes como de direito. Libertados dos fardos de liderança espiritual, que passou para o movimento Cluníaco, reformado depois de meados do século X, e ocupados com a administração de grandes propriedades fundiárias, algumas das quais situadas longe de Westminster, "os beneditinos alcançaram um notável grau de identificação com a vida secular de sua época, e particularmente com a vida da classe alta", conclui Barbara Harvey, na medida em que sua representação da vida cotidiana fornece uma visão mais ampla das preocupações da nobreza inglesa na Alta e Baixa Idade Média.

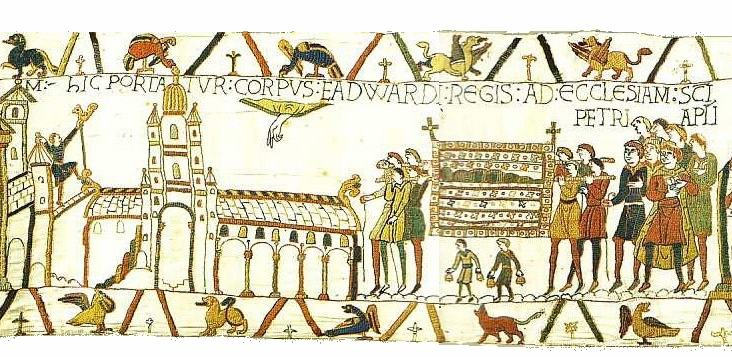
Abadia de São Pedro no tempo do funeral de Eduardo, retratado na tapeçaria de Bayeux

A proximidade do Palácio de Westminster não se estendia a fornecer monges ou abades com altas conexões reais; em origem social, os beneditinos de Westminster eram tão modestos quanto a maior parte da ordem. O abade permaneceu Senhor da Mansão de Westminster como uma cidade de duas a três mil pessoas que cresceu em torno dele: como um consumidor e empregador em larga escala, o mosteiro ajudou dando manutenção à economia da cidade, e as relações com a cidade permaneceram excepcionalmente cordiais, mas nenhuma carta de emancipação foi emitida durante a Idade Média. A abadia construiu lojas e residências no lado oeste, invadindo o santuário.
A abadia tornou-se o local de coroação dos reis normandos. Nenhum deles foi enterrado até que Henrique III, intensamente dedicado ao culto do Confessor, reconstruiu a abadia em estilo gótico anglo-francês como um santuário para venerar o rei Eduardo, o Confessor, e como um local propício para a tumba de Henrique, sob a mais alta nave gótica da Inglaterra. O santuário do Confessor, em seguida, desempenhou um grande papel em sua canonização.
O trabalho continuou entre 1245 e 1517 e foi amplamente terminado pelo arquiteto Henry Yevele no reinado de Ricardo II. Henrique III também encomendou o exclusivo pavimento Cosmati em frente ao Alto Altar (o pavimento passou recentemente por um grande programa de limpeza e conservação e foi re-dedicado pelo Decano em 21 de maio de 2010). O edifício foi consagrado em 13 de outubro de 1269.
Henrique VII acrescentou uma capela de estilo Gótico Perpendicular dedicada à Bendita Virgem Maria em 1503 (conhecida como a Capela de Henrique VII ou a "Capela de Nossa Senhora"). Grande parte da pedra veio de Caen, na França (pedra de Caen), da Ilha de Portland (pedra de Portland) e da região do Vale do Loire, na França (tufo calcário).

### Século XVI e XVII: dissolução e restauração
Em 1535, a renda anual da abadia era de £ 2 400-2 800 (equivalente a £ 1 340 000 a £ 1 570 000, em 2016), durante a avaliação da Dissolução dos Monastérios, tornando-a a segunda em riqueza, perdendo apenas para a Abadia de Glastonbury.

#### 1540-1550: 10 anos como catedral
Henrique VIII assumiu o controle real direto em 1539 e concedeu à abadia o status de catedral por carta em 1540, ao mesmo tempo em que emitia cartas-patente estabelecendo a Diocese de Westminster. Ao conceder o status de catedral da abadia, Henrique VIII obteve uma desculpa para poupá-lo da destruição ou dissolução que se infligiu à maioria das abadias inglesas durante esse período.

#### Depois de 1550: tempos turbulentos
A Diocese de Westminster foi dissolvida em 1550, mas a Abadia foi reconhecida (em 1552, retroativamente a 1550) como uma segunda catedral da Diocese de Londres até 1556. A antiga expressão inglesa "To rob Peter to pay Paul" (roubar Pedro para pagar Paulo) pode ter dado um novo sopro de vida quando o dinheiro destinado à abadia, que é dedicado a São Pedro, foi desviado para o tesouro da Catedral de São Paulo.

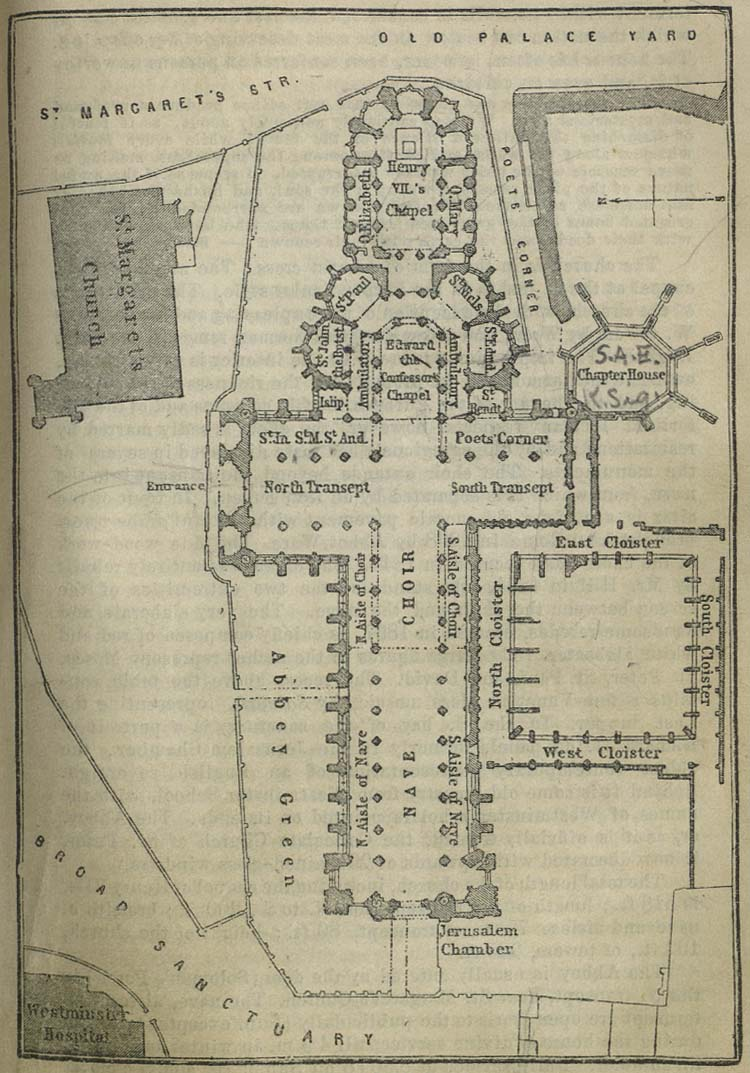
Plano de layout datado de 1894

A abadia foi restaurada para os beneditinos sob o reinado da católica Maria I da Inglaterra, mas eles foram novamente expulsos sob o reinado de Isabel I em 1559. Em 1560, Elizabeth restabeleceu Westminster como um "Royal Peculiar" - uma igreja da Igreja da Inglaterra responsável diretamente ao soberano, em vez de a um bispo diocesano - e fez dela a Igreja Colegiada de São Pedro (isto é, uma igreja não-catedral com um capítulo adjunto de cônegos, encabeçado por um decano). O último dos abades de Maria foi feito o primeiro decano.
A igreja sofreu danos durante a turbulenta década de 1640, quando foi atacada por iconoclastas Puritanos, mas foi novamente protegido por seus laços estreitos com o estado durante o período da Commonwealth. Oliver Cromwell recebeu um elaborado funeral lá em 1658, apenas para ser desenterrado em janeiro de 1661 e postumamente enforcado em uma forca em Tyburn.

### 1722-1745: Torres ocidentais construídas
As duas torres ocidentais da abadia foram construídas entre 1722 e 1745 por Nicholas Hawksmoor, feitas a partir de pedra Portland, sendo um dos primeiros exemplos de um design gótico revivalista. O mármore Purbeck foi usado para as paredes e os pisos da Abadia de Westminster, embora as várias lápides sejam feitas de diferentes tipos de mármore. Mais reconstrução e restauração ocorreu no século 19 sob o comando de Sir George Gilbert Scott.

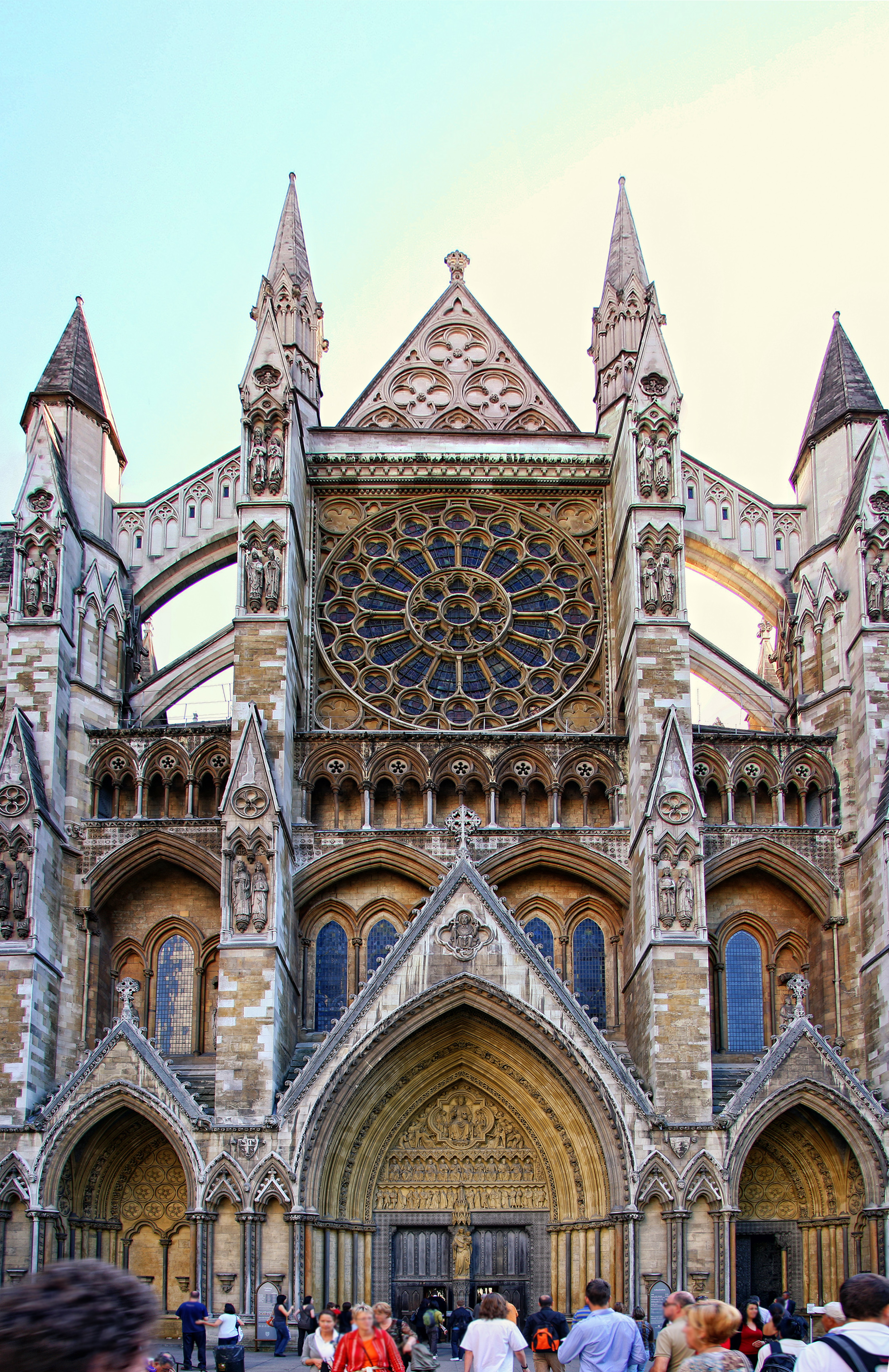
Entrada norte da Abadia de Westminster

Um nártex (um pórtico ou hall de entrada) para a frente oeste foi projetado por Sir Edwin Lutyens em meados do século XX, mas não foi construído. Imagens da abadia antes da construção das torres são escassas, embora o site oficial da abadia afirme que o prédio estava sem torres após a reforma de Yevele, com apenas os segmentos inferiores abaixo do nível do teto da nave concluídos.

### Segunda Guerra Mundial
Até o século 19, Westminster era a terceira sede de aprendizado na Inglaterra, depois de Oxford e Cambridge. Foi aqui que a primeira terça parte do Antigo Testamento da Bíblia do Rei Tiago e a última metade do Novo Testamento foram traduzidos. A Nova Bíblia Inglesa também foi reunida ali no século XX. Westminster sofreu danos menores durante a Blitz em 15 de novembro de 1940. Então, em 10 de maio de 1941, os recintos e o teto da Abadia de Westminster foram atingidos por bombas incendiárias.

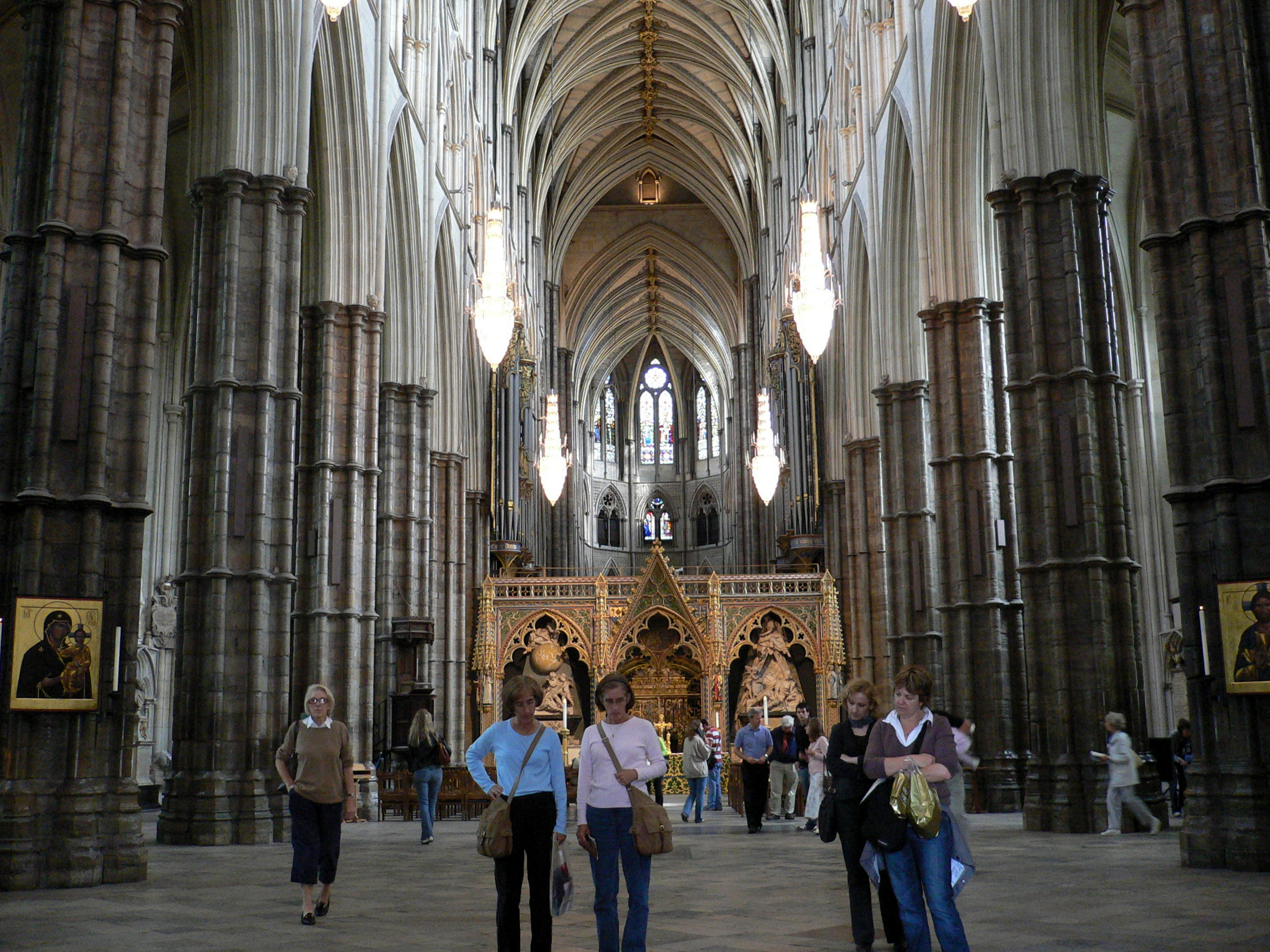
A Nave da Abadia de Westminster

Todas as bombas foram extintas pelos guardas da Air Raid Precaution - ARP (Precaução contra ataques aéreos), com exceção de uma bomba que se acendeu fora do alcance entre as vigas de madeira e a abóbada de gesso do teto da lanterna (de 1802) sobre o transepto norte. As chamas rapidamente se espalharam e as vigas e o ferro derretido começaram a cair nas barracas de madeira, bancos e outros equipamentos eclesiásticos a 130 pés abaixo. Apesar dos destroços que caíam, a equipe arrastou o máximo possível de móveis antes de se retirar. Finalmente, o teto da Lanterna caiu no cruzamento, impedindo que os incêndios se espalhassem ainda mais.

### Era do pós-guerra
Na década de 1990, dois ícones do pintor russo Sergei Fyodorov foram pendurados na abadia. Em 1997, a abadia, que recebia aproximadamente 1,75 milhão de visitantes a cada ano, começou a cobrar taxas de admissão aos visitantes.
Em 6 de setembro de 1997, o funeral de Diana, Princesa de Gales, foi realizado na abadia.
Em 17 de setembro de 2010, o Papa Bento XVI se tornou o primeiro papa a pisar na abadia.

## Coroações

Bandeira da Abadia de Westminster, caracterizando pelo Brasão Tudor entre as Rosas Tudor, ambos acima do brasão atribuído a Eduardo, o Confessor

Desde as coroações em 1066, tanto do Rei Haroldo quanto de Guilherme, o Conquistador, todos os monarcas ingleses e britânicos (exceto Eduardo V e Eduardo VIII, que nunca tiveram cerimônia de coroação) foram coroados na Abadia de Westminster. Em 1216, Henrique III não pôde ser coroado em Londres quando subiu ao trono, porque o príncipe francês Luís VIII assumira o controle da cidade, e assim o rei foi coroado na Catedral de Gloucester. Este coroação foi considerada por Papa Honório III como inadequada, e mais uma coroação foi realizada na Abadia em 17 de Maio 1220. O Arcebispo de Cantuária é o clérigo tradicional na cerimônia de coroação.
A cadeira do Rei Eduardo (ou cadeira de Santo Eduardo), o trono no qual os soberanos ingleses e britânicos estavam sentados no momento da coroação, agora está abrigada dentro da Abadia na Capela de São Jorge, perto da Porta Ocidental, e tem sido usada em todas as coroações desde 1308. De 1301 a 1996 (exceto por um curto período em 1950, quando a pedra foi temporariamente roubada por nacionalistas escoceses), a cadeira também abrigou a Pedra de Scone, sobre a qual os reis dos escoceses são coroados. Embora a Pedra seja agora mantida na Escócia, no Castelo de Edimburgo, pretende-se que a Pedra seja devolvida à Cadeira de São Eduardo para uso durante as futuras cerimônias de coroação.

## Casamentos reais

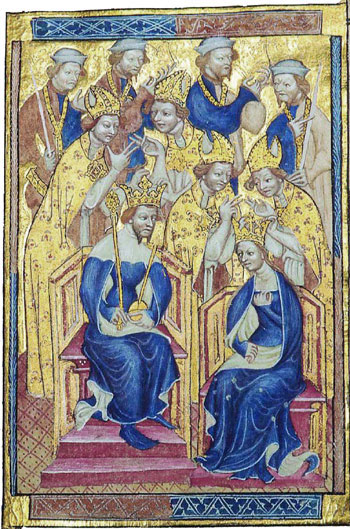
O casamento de Ricardo II com Ana da Boêmia, em 1382

### Cronologia
1. 11 de novembro de 1100: Henrique I de Inglaterra casa-se com Edite da Escócia.[43][44]
2. 4 de janeiro de 1243: Ricardo, Conde da Cornualha (futuro Rei da Alemanha), irmão de Henrique III, casa-se com Sancha da Provença (sua segunda esposa).[45][46] Sancha era irmã de Leonor da Provença, esposa de seu irmão.
3. 9 de abril de 1269: Edmundo de Crouchback, 1º Conde de Leicester e Lancaster, filho de Henrique III, casa-se com Aveline de Forz.[47][48]
4. 30 de abril de 1290: Joana de Acre, filha do Rei Eduardo I de Inglaterra, casa-se com o 7º Conde de Gloucester.[49]
5. 8 de julho de 1290: Margarida de Inglaterra, filha de Eduardo I, casa-se com João II, Duque de Brabante.[50]
6. 20 de janeiro de 1382: o Rei Ricardo II casa-se com Ana da Boêmia.[51][52]
7. 18 de janeiro de 1486: o Rei Henrique VII de Inglaterra casa-se com Isabel de Iorque.[53][54]
8. 27 de fevereiro de 1919: Princesa Patrícia de Connaught casa-se com o Honorável Capitão Alexandre Ramsay.[55]
9. 28 de fevereiro de 1922: a Princesa Maria, filha do Rei Jorge V, casa-se com o Visconde Lascelles.[56]
10. 26 de abril de 1923: o Príncipe Alberto, Duque de Iorque (futuro Rei Jorge VI), casa-se com Isabel Bowes-Lyon.[57][58]
11. 29 de novembro de 1934: o Príncipe Jorge, Duque de Kent, filho do Rei Jorge V, casa-se com a Princesa Marina da Grécia e Dinamarca.[59]
12. 20 de novembro de 1947: Princesa Isabel, filha mais velha do Rei Jorge VI, casa-se com o Duque de Edimburgo.[60]
13. 6 de maio de 1960: Princesa Margarida, filha do Rei Jorge VI, casa-se com Antony Armstrong-Jones, depois Conde de Snowdon.[61]
14. 24 de abril de 1963: a Princesa Alexandra de Kent, casa-se com o Honorável Angus Ogivly.[62]
15. 14 de novembro de 1973: Princesa Ana, única filha de Isabel II, casa-se com o Capitão Mark Phillips.[63]
16. 23 de julho de 1986: o Príncipe André, Duque de Iorque, segundo filho de Isabel II, casa-se com a senhorita Sarah Ferguson.[64]
17. 29 de abril de 2011: Príncipe Guilherme de Gales, neto de Isabel II, casa-se com a senhorita Catherine Middleton, depois Duque e duquesa de Cambridge.[65]

## Decano e Capítulo

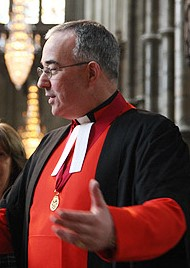
John Hall, ex-Decano da Abadia de Westminster

A Abadia de Westminster é uma igreja colegiada governada pelo Decano e Capítulo de Westminster, conforme estabelecido pela Carta Régia da Rainha Isabel I datada de 21 de maio de 1560, que a criou como a Igreja Colegiada de São Pedro de Westminster, uma Royal Peculiar sob jurisdição pessoal do Soberano. Os membros do Capítulo são o Decano e quatro cônegos residentes; eles são assistidos pelo Receptor Geral e pelo Escriturário do Capítulo. Um dos cônegos é também reitor da Igreja de Santa Margarida (de Westminster), e muitas vezes também ocupa o cargo de Capelão do Presidente da Câmara dos Comuns.
Além do Decano e dos cônegos, existem atualmente três cônegos menores em tempo integral: o chantre, o sacristão e o capelão. O ofício de padre vigário foi criado na década de 1970 para aqueles que assistem os cônegos menores. Juntamente com o clero, o Receptor Geral e o Escriturário do Capítulo, vários oficiais leigos constituem o colégio, incluindo o Organista e Mestre dos Coristas, o Escrivão, o Auditor, o Secretário Jurídico, o Inspetor de Estruturas, o Chefe da Escola do Coral, o Guardião dos Munições (arquivos) e o Escrivão das Obras, bem como 12 vigários leigos, 10 coristas e o Alto Comissário e o Alto Oficial de Justiça.
Os 48 estudiosos da rainha que são pupilos da Escola de Westminster (a escola tem seu próprio Corpo Governante) também são membros do colegiado.
Os três cônegos menores, assim como o organista e o mestre dos coristas, estão mais diretamente ligados às questões litúrgicas e cerimoniais.

## Enterros e memoriais

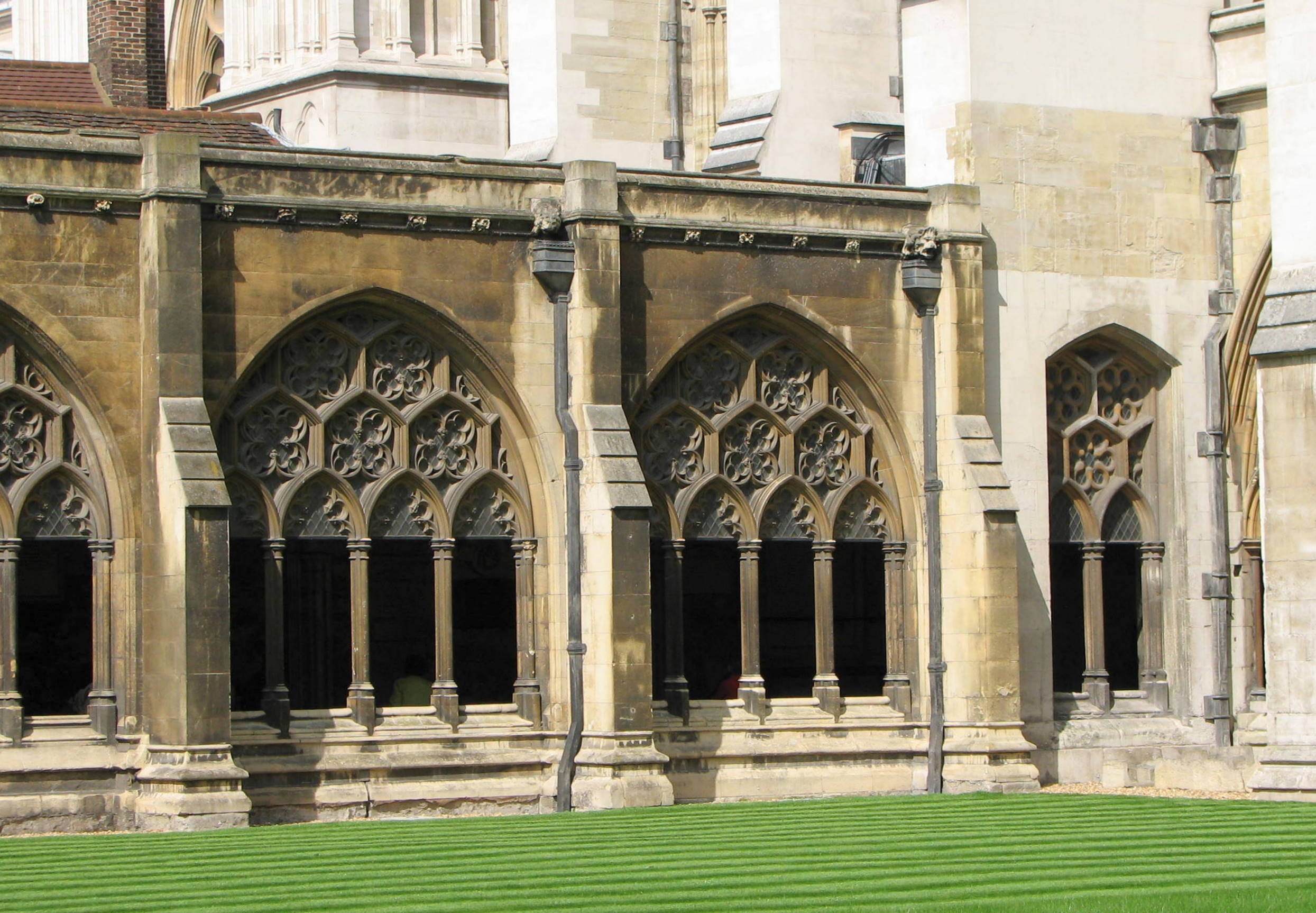
O claustro e o jardim

Henrique III reconstruiu a abadia em honra de um nobre santo, Eduardo, o Confessor, cujas relíquias foram colocadas em um túmulo sacro no santuário. O próprio Henrique III foi enterrado nas proximidades, assim como muitos dos reis Plantagenetas da Inglaterra, suas esposas e outros parentes. Até a morte de Jorge II da Grã-Bretanha em 1760, a maioria dos reis e rainhas foram enterrados na abadia, com algumas exceções notáveis sendo eles Henrique VI, Eduardo IV, Henrique VIII e Carlos I, que estão enterrados na Capela de São Jorge no Castelo de Windsor. Outras exceções incluem Eduardo II, enterrado na Catedral de Gloucester; o rei João, enterrado na Catedral de Worcester; Henrique IV, enterrado na Catedral de Cantuária, e Ricardo III, agora enterrado na Catedral de Leicester, e a rainha de facto Lady Joana Grey, sepultada na capela de São Pedro ad Vincula na Torre de Londres. A maioria dos monarcas e membros da realeza que morreram depois de 1760 estão enterrados na Capela de São Jorge ou em Frogmore, a leste do Castelo de Windsor.
Desde a Idade Média, aristocratas foram enterrados dentro de capelas, enquanto monges e outras pessoas associadas à abadia foram enterrados nos claustros e outras áreas. Um deles foi Geoffrey Chaucer, que foi enterrado ali, pois tinha apartamentos na abadia, onde foi empregado como mestre das Obras do Rei. Outros poetas, escritores e músicos foram enterrados ou imortalizados em torno de Chaucer, no que ficou conhecido como Poets' Corner (Canto dos Poetas). Músicos da abadia, como Henry Purcell, também foram enterrados em seu local de trabalho.
Posteriormente, tornou-se uma das honras mais significativas da Grã-Bretanha ser enterrado ou comemorado na abadia. A prática de enterrar figuras nacionais na abadia começou sob o comando de Oliver Cromwell, com o enterro do almirante Robert Blake em 1657. A prática se propagou para incluir generais, almirantes, políticos, médicos e cientistas, como Isaac Newton (enterrado em 4 de abril de 1727), Charles Darwin (sepultado em 26 de abril de 1882) e Stephen Hawking (cinzas sepultadas em 15 de junho de 2018). Outra personalidade foi William Wilberforce que liderou o movimento para abolir a escravidão no Reino Unido, o qual foi enterrado em 3 de agosto de 1833. Wilberforce foi enterrado no transepto norte, perto de seu amigo, o ex-primeiro-ministro, William Pitt.
Durante o início do século XX, tornou-se cada vez mais comum enterrar restos cremados em vez de caixões na abadia. Em 1905, o ator Sir Henry Irving foi cremado e suas cinzas foram enterradas na Abadia de Westminster, tornando-se a primeira pessoa a ser cremada antes do enterro na abadia. A maioria dos enterros na Abadia são de restos cremados, mas alguns enterros ainda acontecem - Frances Challen, esposa de Sebastian Charles, cônego de Westminster, foi enterrada ao lado de seu marido no corredor do coro sul em 2014. Os membros da família Percy têm um jazigo da família, O Jazigo Northumberland, na capela de São Nicolau, dentro da abadia.
No chão, bem no interior da grande porta oeste, no centro da nave, está o túmulo do The Unknow Warrior (O Guerreiro Desconhecido), um soldado britânico não identificado morto em um campo de batalha europeu durante a Primeira Guerra Mundial. Ele foi enterrado na abadia em 11 de novembro de 1920. Este túmulo é o único na abadia em que é proibido andar.
No extremo leste da Capela da Senhora está uma capela em memória aos aviadores da Força Aérea Real que foram mortos na Segunda Guerra Mundial. Incorpora uma janela em memória à Batalha da Grã-Bretanha, que substituiu um vitral Tudor anterior, destruído na guerra.

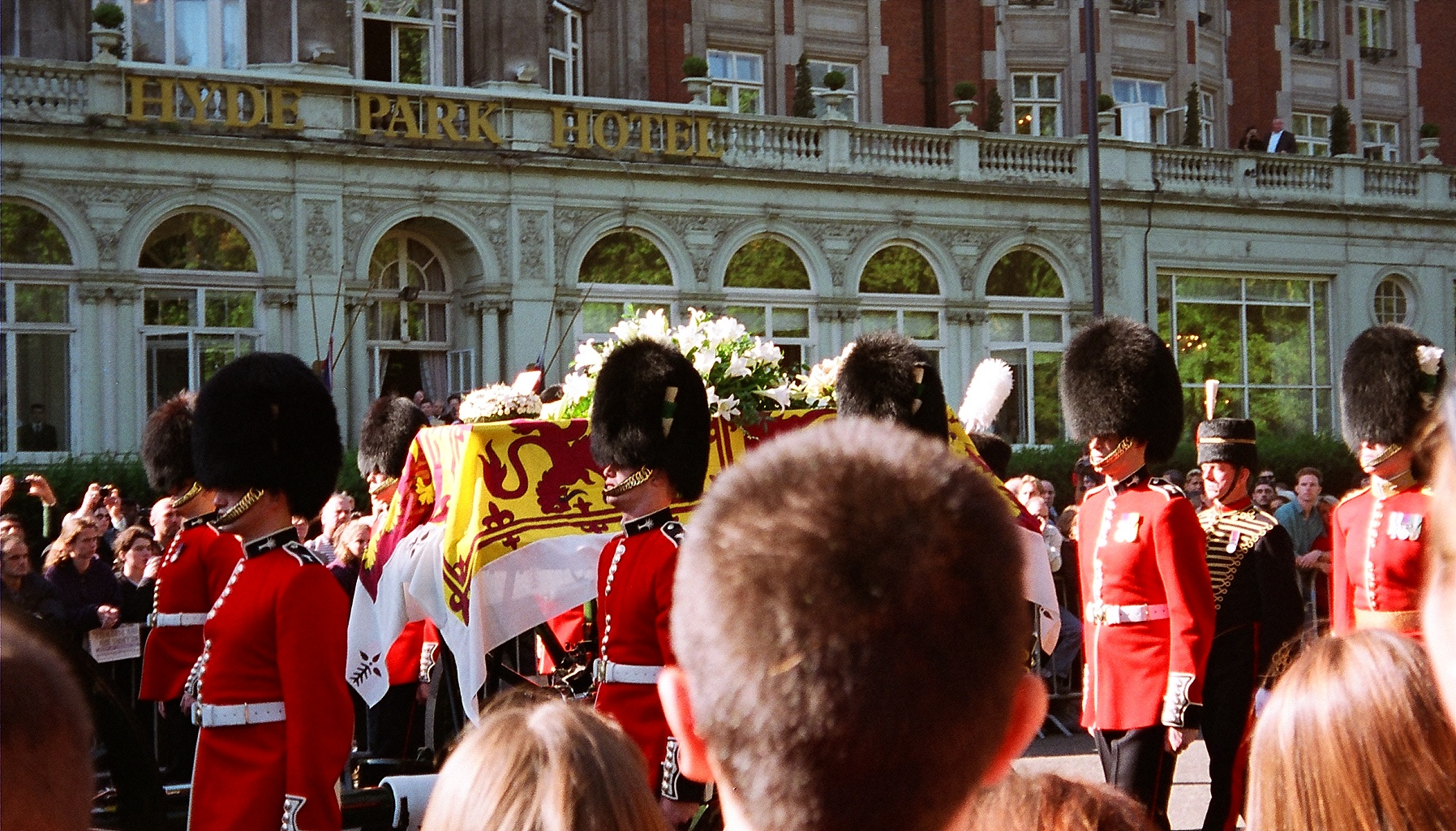
Procissão fúnebre de Diana, Princesa de Gales em Westminster

Em 6 de setembro de 1997, o formal, embora não "de Estado", funeral de Diana, Princesa de Gales, foi realizado. Foi um funeral cerimonial real, incluindo o esplendor real e a liturgia fúnebre anglicana. Um segundo serviço público foi realizado no domingo a pedido do povo. O enterro ocorreu em particular no mesmo dia. O ex-marido de Diana, os filhos, a mãe, os irmãos, um amigo próximo e um clérigo estavam presentes. O corpo de Diana estava vestido com um vestido preto de mangas compridas desenhado por Catherine Walker, que ela escolhera algumas semanas antes. Um conjunto de contas de rosário foi colocado em suas mãos, um presente que ela recebeu de Madre Teresa, que morreu um dia antes do funeral de Diana. Seu túmulo está no terreno de sua propriedade familiar, Althorp, em uma ilha particular.
Em 1998, dez nichos vagos de estátua na fachada acima da Grande Porta Ocidental estavam repletos de mártires cristãos representativos do século XX de várias denominações. Os celebrados são Maximilian Kolbe, Manche Masemola, Janani Luwum, a Grã-Duquesa Isabel da Rússia, Martin Luther King Jr., Óscar Romero, Dietrich Bonhoeffer, Esther John, Lucian Tapiedi e Wang Zhiming.
Em 9 de abril de 2002, o funeral cerimonial da rainha Isabel, a rainha-mãe, foi realizado na abadia. Ela foi enterrada mais tarde no mesmo dia na Capela do Memorial Jorge VI na Capela de São Jorge, no Castelo de Windsor, ao lado de seu marido, o rei Jorge VI, que havia morrido 50 anos antes. Ao mesmo tempo, as cinzas da filha da Rainha-mãe, a princesa Margarida, condessa de Snowdon, que morreu em 9 de fevereiro de 2002, também foram enterradas em um culto familiar privado.

## Ensino

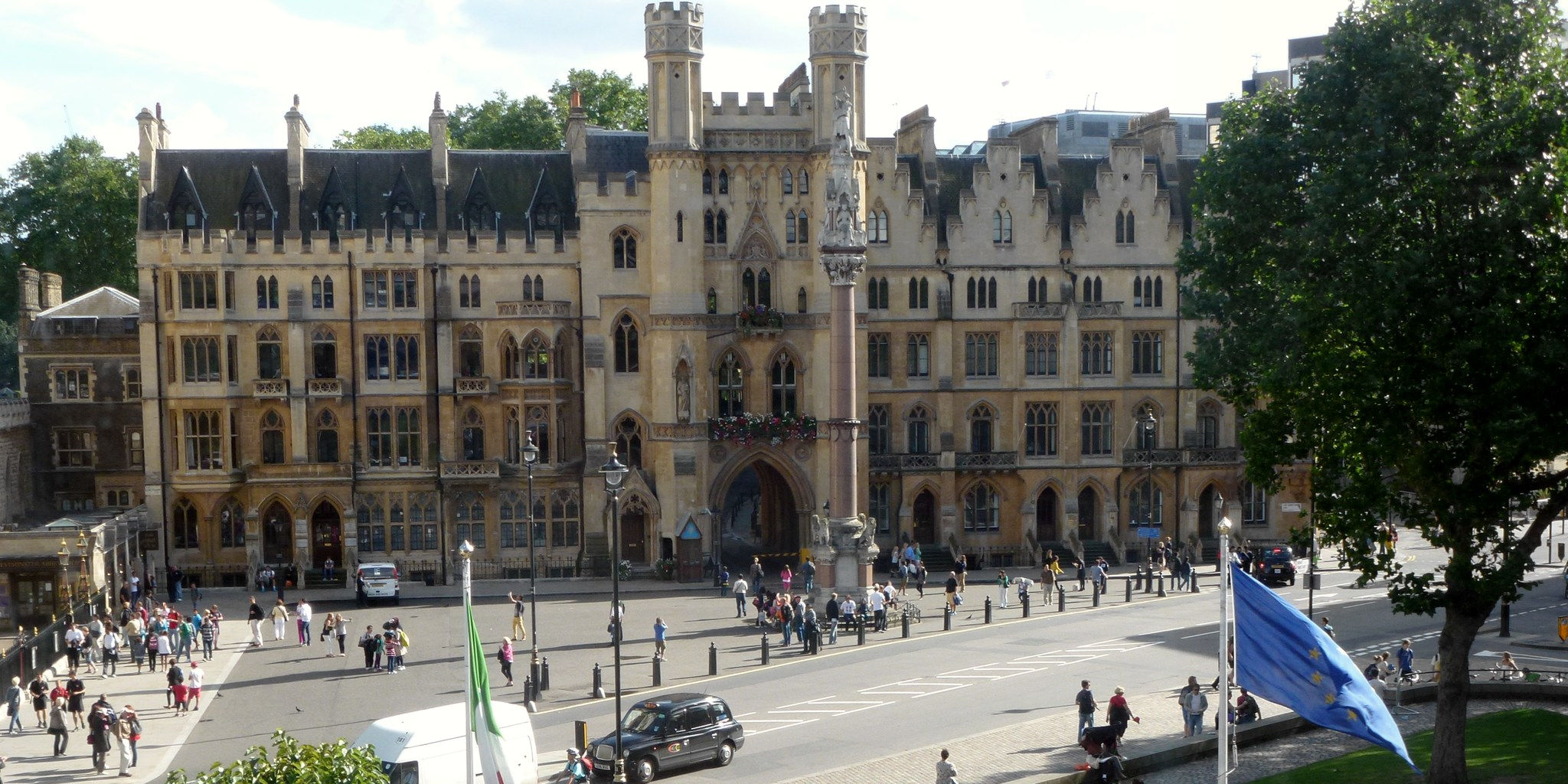
A entrada para o Pátio do Decano e para a Westminster School visto do Centro de Conferências Rainha Isabel II em agosto de 2012

A Westminster School (Escola de Westminster) e Westminster Abbey Choir School (Escola de Coro da Abadia de Westminster) também estão nas dependências da abadia. Era natural que os monges eruditos e alfabetizados fossem encarregados da educação, e os monges beneditinos foram solicitados pelo papa a manter uma escola de caridade em 1179. A Escola de Coro educa e treina os meninos do coro que cantam para os cultos na Abadia. Atualmente os alunos da Westminster School utilizam a abadia regularmente para concertos e apresentações.

## Música
A Abadia de Westminster é famosa por seu tradicional coral, e o repertório musical da Igreja Anglicana é ouvido no culto diário, particularmente a serviço do Coral Evensong.

### Órgão

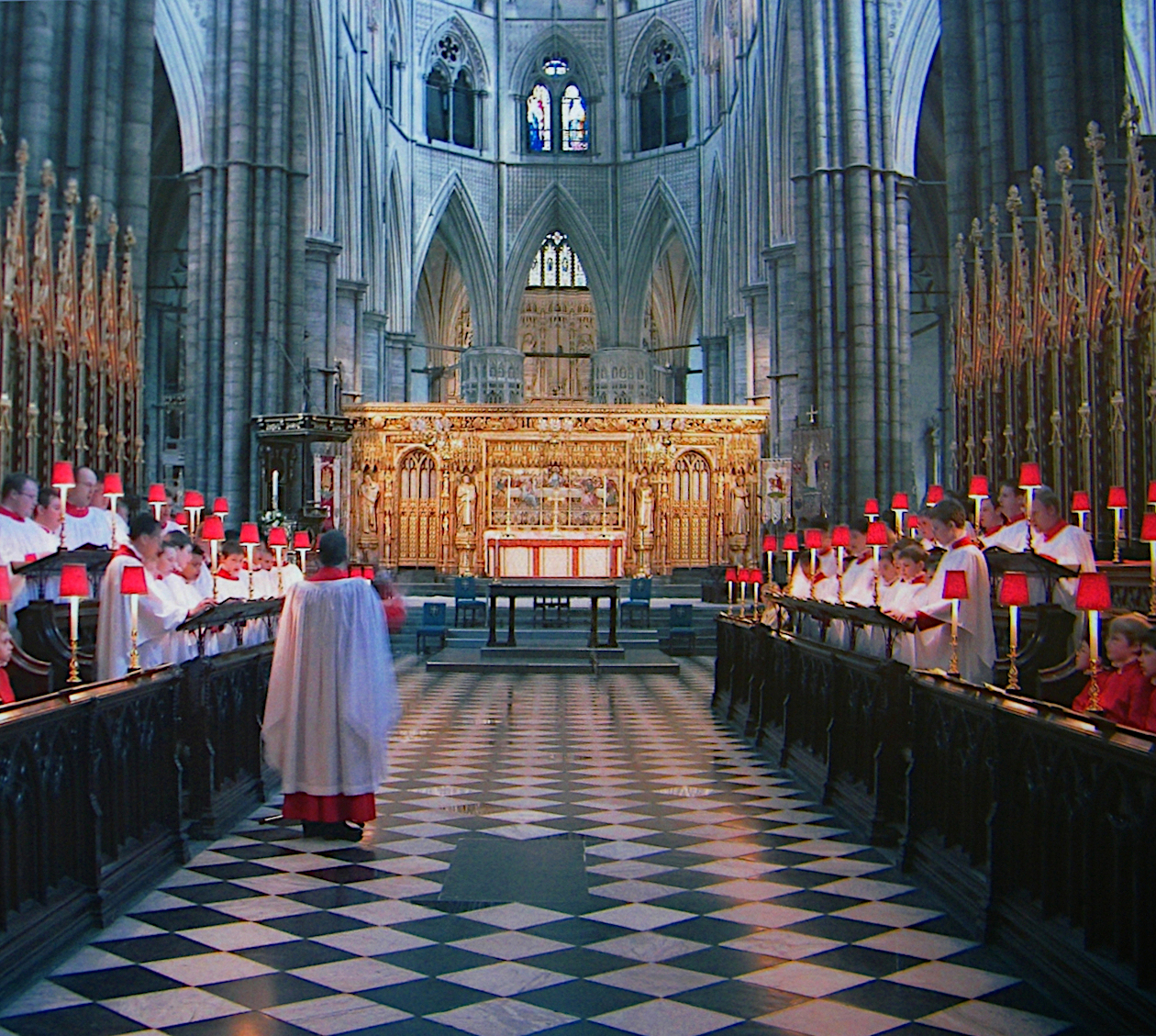
A oração da noite com o Coral Evensong

O órgão foi construído pela empresa Harrison & Harrison em 1937, depois com quatro manuais e 84 registros, e foi usado pela primeira vez na coroação do Rei Jorge VI. Algumas tubulações do órgão anterior de Hill, de 1848, foram incorporadas ao novo esquema. Os dois casos de órgãos, projetados e construídos no final do século XIX por John Loughborough Pearson, foram reinstalados e coloridos em 1959.
Em 1982 e 1987, Harrison e Harrison ampliaram o órgão sob a direção do então organista da abadia Simon Preston para incluir um órgão adicional do Coro Inferior e um Órgão Bombarda: o instrumento atual tem cinco manuais e 110 registros. Em 2006, o console do órgão foi reformado por Harrison e Harrison, e o espaço foi preparado para dois registros adicionais de 16 pedais no Órgão do Coro Inferior e no Órgão Bombarda. Uma parte do instrumento, o Órgão Celestial, não está atualmente conectada ou tocável.
O atual Organista e Mestre dos Coristas, James O'Donnell, está no cargo desde 2000.

### Sinos
Os sinos da abadia foram reformados em 1971. O anel é agora composto de dez sinos (pendurados para variação de toque) lançados em 1971, pela Whitechapel Bell Foundry, afinado nas notas: F# (Fá sustenido), E (Mi), D (Ré), C# (Dó sustenido), B (Si), A (Lá), G (Sol), F# (Fá sustenido), E (Mi) e D (Ré). O sino Tenor em D (588,5 Hz) tem um peso de 3 403 libras (arráteis) ou 1 544 kg.
Além disso há dois sinos de serviço, lançados por Robert Mot, em 1585 e 1598, respectivamente; um sino de Sanctus lançado em 1738 por Richard Phelps e Thomas Lester e dois sinos não usados - um lançado por volta de 1320, pelo sucessor de R de Wymbish, e um segundo lançado em 1742, por Thomas Lester. Os dois sinos de serviço e o sino de 1320, juntamente com um quarto pequeno "sino de prato" prateado, mantidos no refeitório, foram considerados de importância histórica pelo Conselho de Edifícios da Igreja, da Igreja da Inglaterra.

## Sala do Capítulo
A sala do capítulo foi construída concomitantemente com as partes do leste da abadia sob o reinado de Henrique III, entre 1245 e 1253, aproximadamente. Foi restaurado por Sir George Gilbert Scott em 1872. A entrada é próxima do passeio do claustro do leste e inclui uma dupla porta de entrada com um grande tímpano acima.
A sala do capítulo, octogonal, que é de excepcional pureza arquitetônica, leva vestíbulos internos e externos. Ela foi construída em um estilo gótico geométrico com uma cripta octogonal abaixo. Um pilar de oito eixos carrega o teto abobadado. Nos lados são arcadas cegas, restos de pinturas do século XIV e numerosos bancos de pedra acima do qual estão grandes e inovadoras janelas de quatro luzes quatrefoil. Estes são praticamente contemporâneos com Sainte-Chapelle, de Paris.

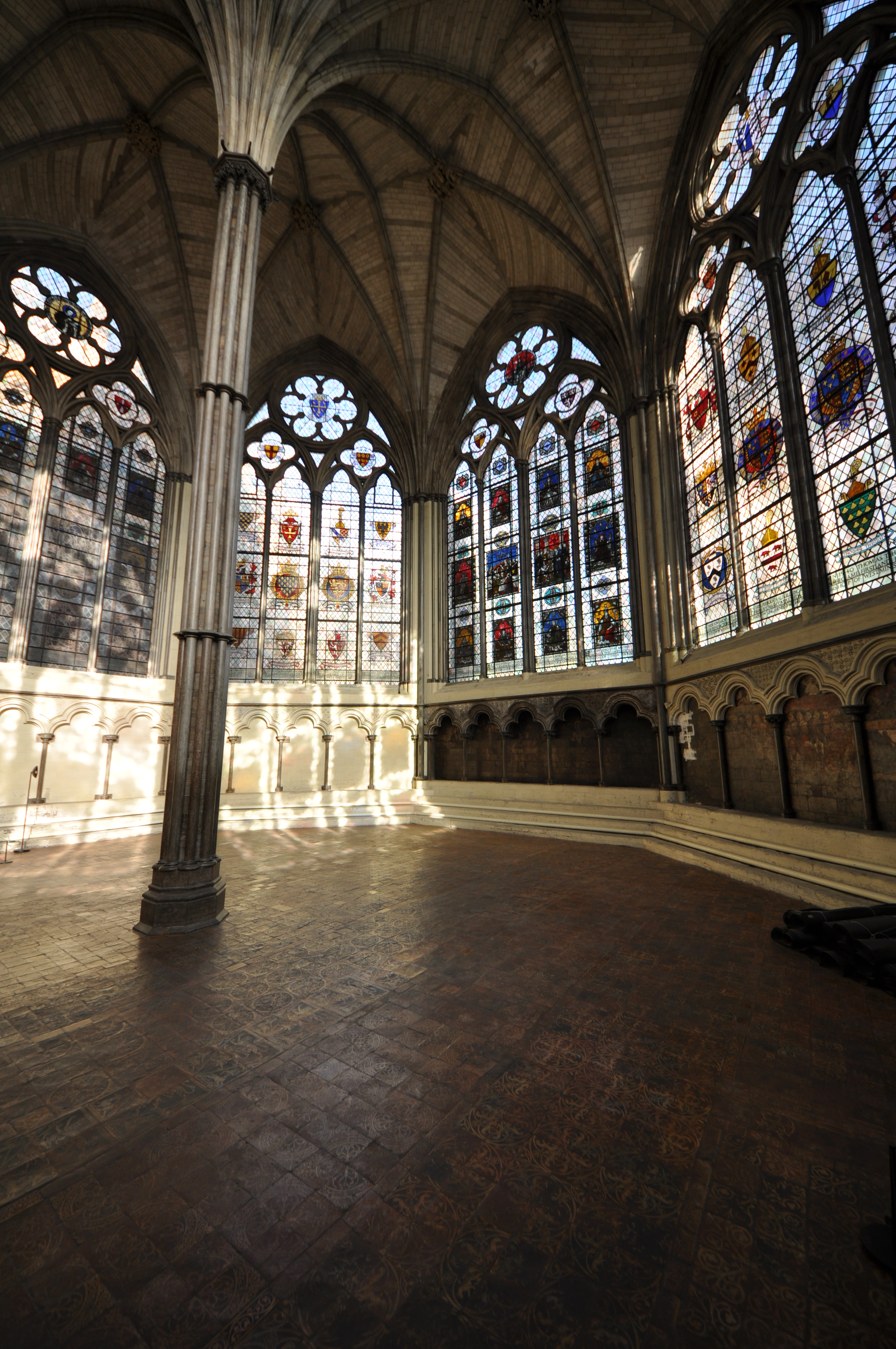
Sala do Capítulo

A sala do capítulo tem um pavimento original de azulejos do meio do século XIII. Uma porta dentro do vestíbulo data de cerca de 1050 e acredita-se que seja a mais antiga da Inglaterra. O exterior inclui arcobotantes adicionados no século XIV e um telhado de lanterna de tenda com chumbo em uma estrutura de ferro projetada por Scott. A sala do Capítulo foi originalmente usada no século XIII pelos monges beneditinos para reuniões diárias. Mais tarde, tornou-se um ponto de encontro do Grande Conselho do Rei e dos Comuns, predecessores do Parlamento.
A Câmara Pyx formava a parte inferior do dormitório dos monges. Data do final do século XI e foi usada como uma tesouraria monástica e real. As paredes exteriores e os pilares circulares são datadas do século XI, várias dos capitéis foram enriquecidas no século XII e o altar de pedra foi adicionado no século XIII. O termo pyx refere-se à arca na qual as moedas eram mantidas e apresentadas a um júri durante o Trial of the Pyx (Teste do Pyx), no qual moedas recém-cunhadas eram apresentadas para garantir que elas estivessem de acordo com os padrões exigidos.
A sala do capítulo e a Câmara Pyx na Abadia de Westminster estão na tutela do Patrimônio Inglês, mas sob os cuidados e gerenciamento do Decano e do Capítulo de Westminster. A English Heritage financiou um importante programa de trabalho na sala do capítulo, incluindo reparos no telhado, calhas e trabalhos em pedra nas elevações e arcobotantes.

## Museu

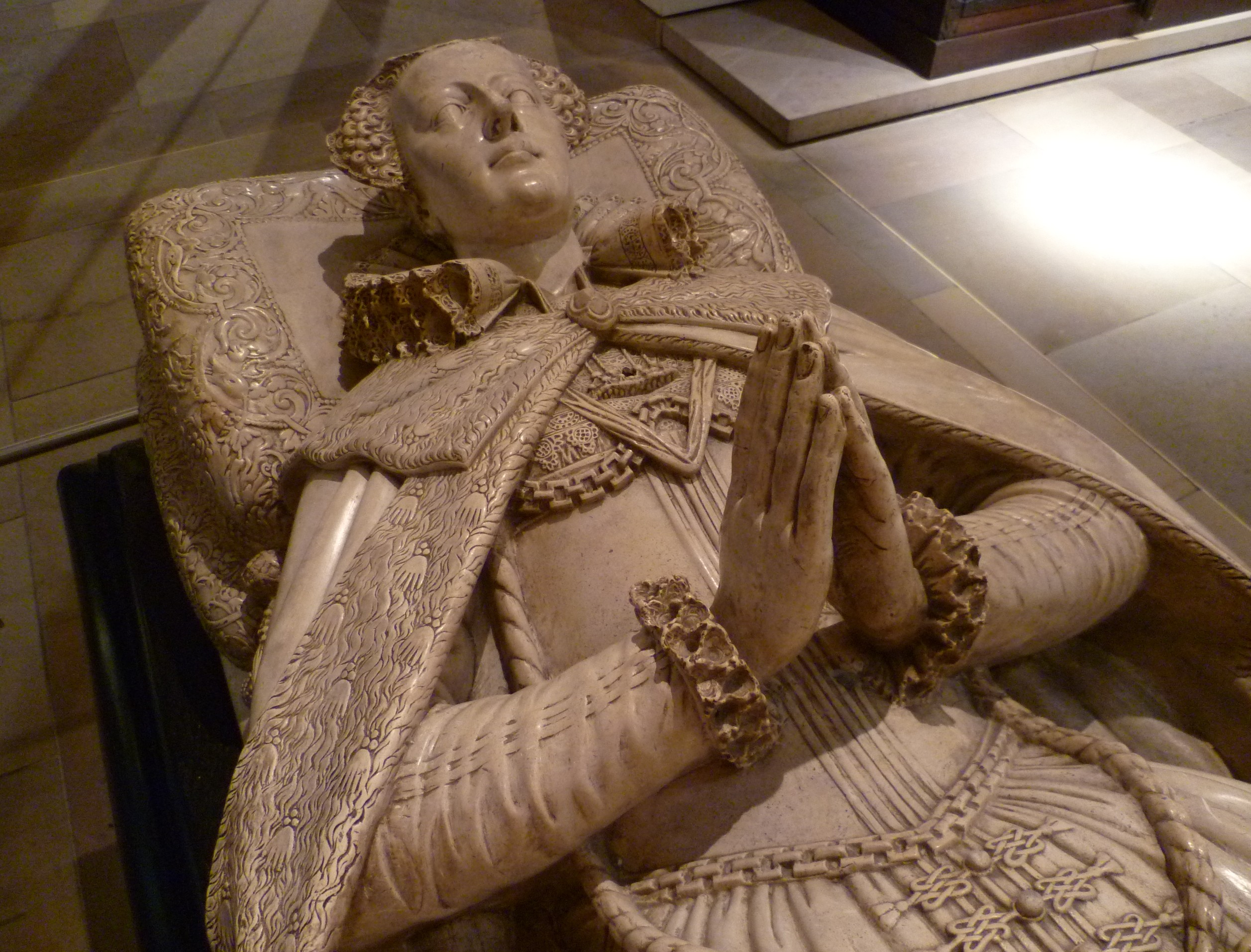
Efígie de Maria I, Rainha da Escócia

O Museu da Abadia de Westminster está localizado numa cripta abobadada do século XI sob o dormitório dos antigos monges na Abadia de Westminster. Esta é uma das áreas mais antigas da abadia, que remonta quase à fundação da igreja por Eduardo, o Confessor em 1065. Este espaço é usado como um museu desde 1908.

### Exposições

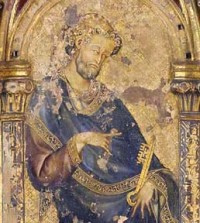
O Retábulo de Westminster

As exibições incluíam uma coleção de efígies reais e outras efígies fúnebres, junto com outros tesouros, incluindo alguns painéis de vidro medieval, fragmentos de esculturas do século XII, a cadeira de coroação de Maria II e réplicas da coroa, e efígies históricas de Eduardo III, de Henrique VII e sua rainha, Isabel de York, de Carlos II, de Guilherme III, de Maria II e da Rainha Ana.
Mais tarde, as efígies de cera incluíram uma figura de Horatio, o Visconde Nelson (usando algumas de suas próprias roupas), e outra do primeiro-ministro William Pitt, o Conde de Chatham, modelada pela escultora americana Patience Wright. Durante a recente conservação da efígie de Isabel I, um espartilho único datado de 1603 foi encontrado na figura, que foi exibida separadamente.
Uma adição recente à exposição foi o Retábulo de Westminster do final do século XIII, o mais antigo retábulo da Inglaterra, que provavelmente foi projetado para o altar-mor da abadia. Embora tenha sido danificado em séculos passados, o painel foi habilmente limpo e conservado.
Este museu foi fechado e será reaberto em junho de 2018 nas Galerias do Jubileu de Diamante, no alto do edifício principal da Abadia.

## Planos de Desenvolvimento
Em junho de 2009, foi proposto o primeiro grande trabalho de construção na abadia depois de 250 anos. Sugeriu-se que um campanário coronal - um elemento arquitetônico semelhante a uma coroa - fosse construída ao redor da lanterna sobre o cruzeiro central, substituindo uma estrutura piramidal existente, datada da década de 1950. Isso fazia parte de um desenvolvimento mais amplo de 23 milhões de libras, da abadia, que deveria ser concluído em 2013.
Em 4 de agosto de 2010, o Decano e o Capítulo anunciaram que, "depois de uma quantidade considerável de trabalho preliminar e exploratório", os esforços para a construção de um campanário coronal não seriam continuados. Em 2012, os arquitetos Panter Hudspith concluíram a reforma da loja de alimentos do século XIV, originalmente usada pelos monges da abadia, convertendo-o em um restaurante com móveis de carvalho inglês pelos fabricantes de móveis de Covent Garden Luke Hughes and Company. Este é agora o Cellarium Café and Terrace.
Um projeto que está em andamento é a criação das Galerias do Jubileu de Diamante da Rainha no trifório medieval da abadia. O objetivo é criar uma nova área de exposição para os tesouros da abadia nas galerias altas ao redor da nave da abadia. Para este fim, uma nova torre de acesso gótica com elevador foi projetada pelo arquiteto da abadia e Inspetor de Estruturas Ptolemy Dean. Foi anunciado que as novas galerias serão abertas em junho de 2018.

## Transporte
Pode se chegar à abadia pelo Metropolitano de Londres, nas estações de St. James's Park e Westminster. É possível também viajar nos barcos turísticos da London River Services, no píer Westminster Millenium, no rio Tâmisa.

## Galeria

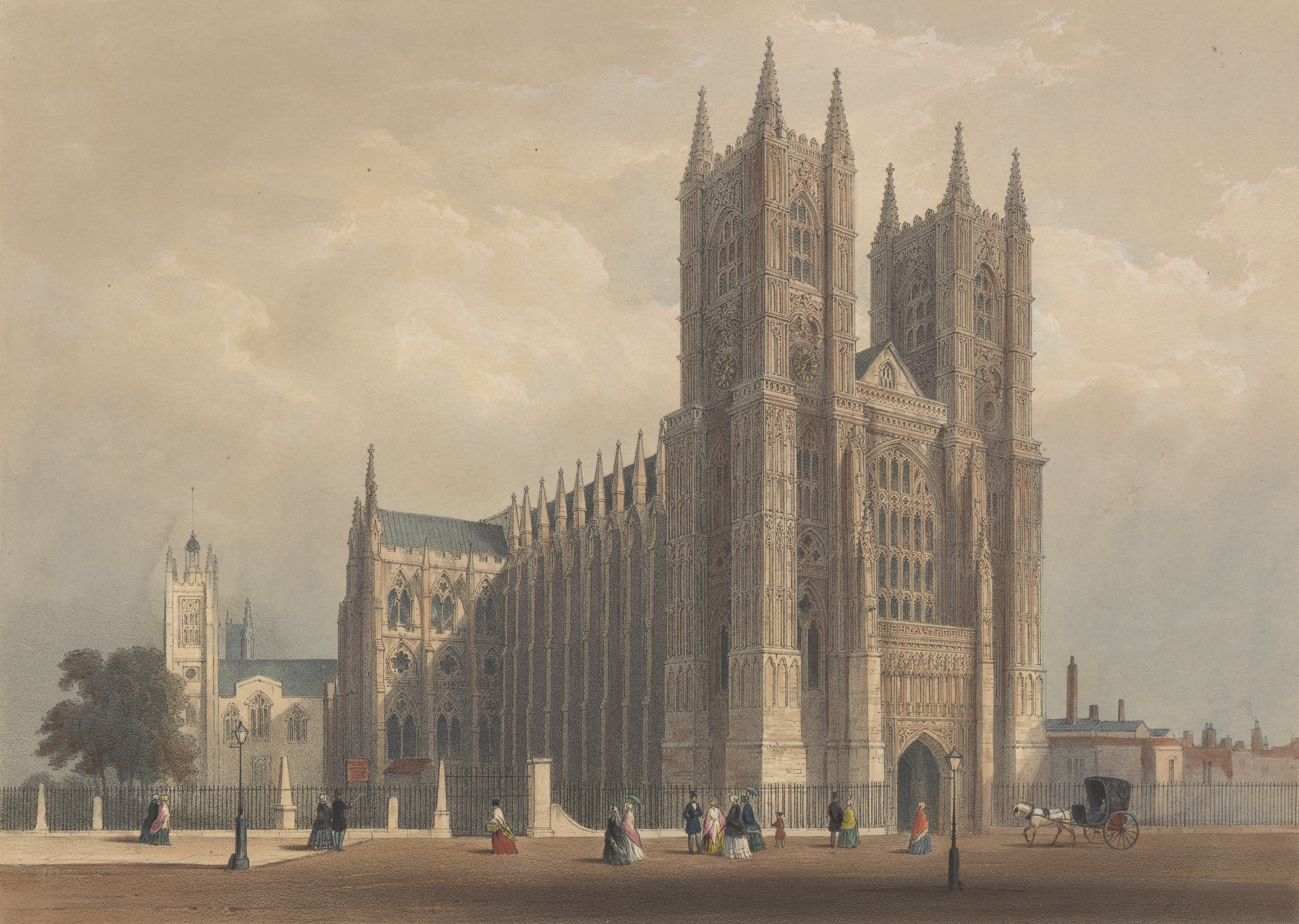
Abadia de Westminster
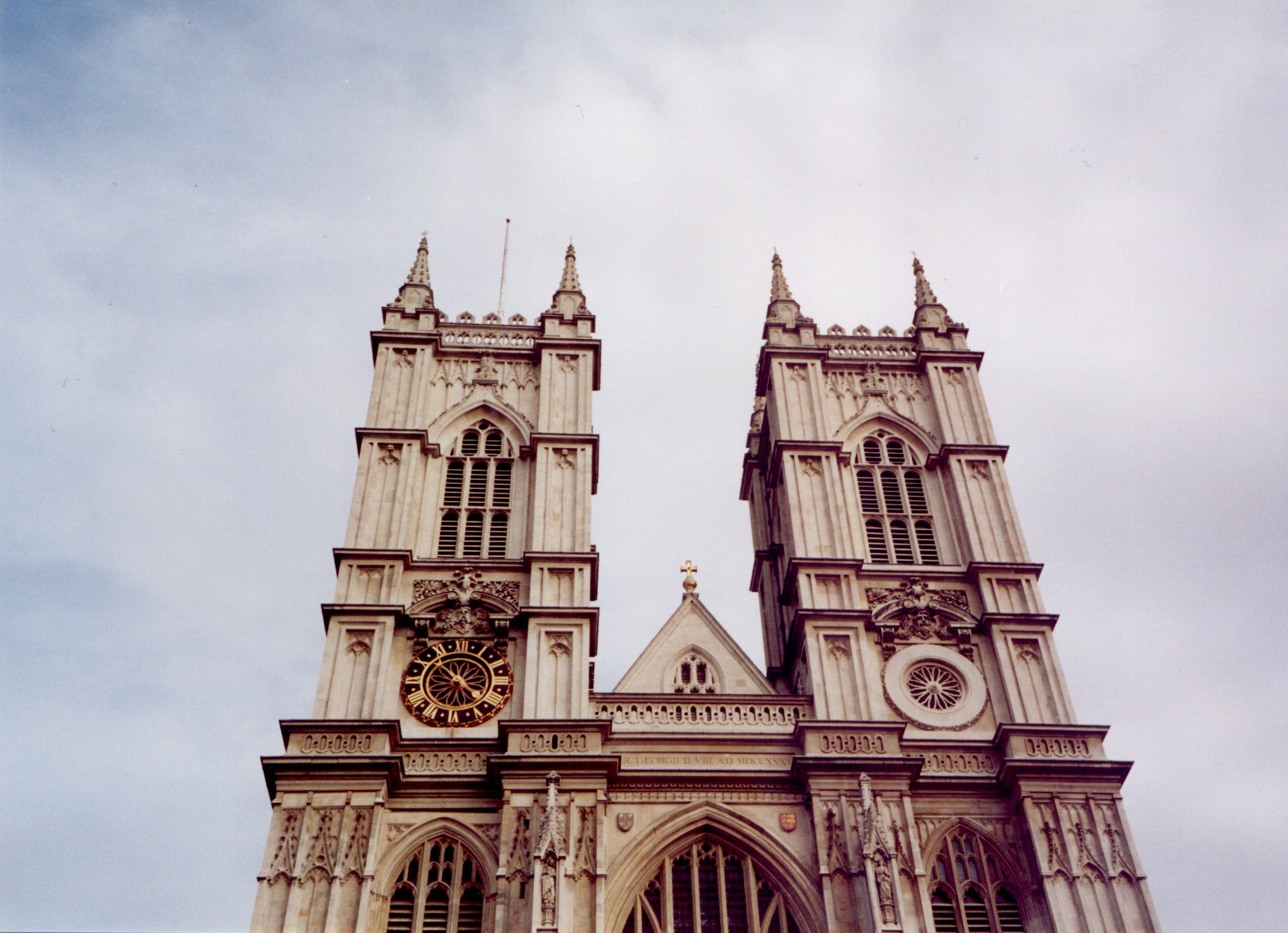
Torres da Abadia de Westminster
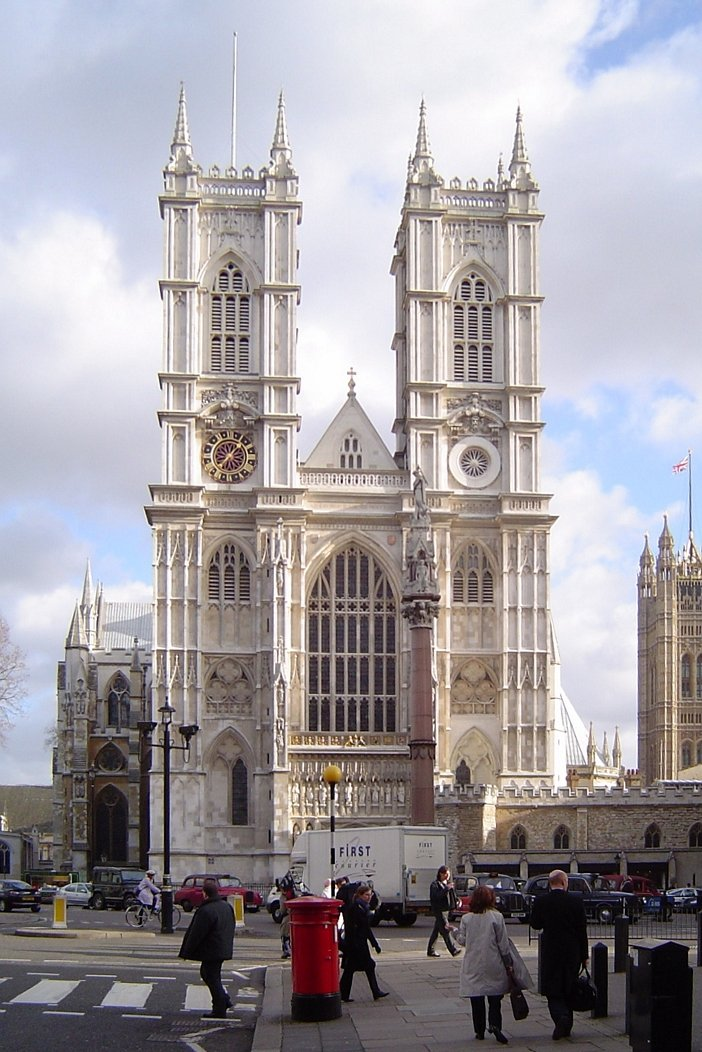
Grande Porta Oeste e torres, vistas da Tothill Street
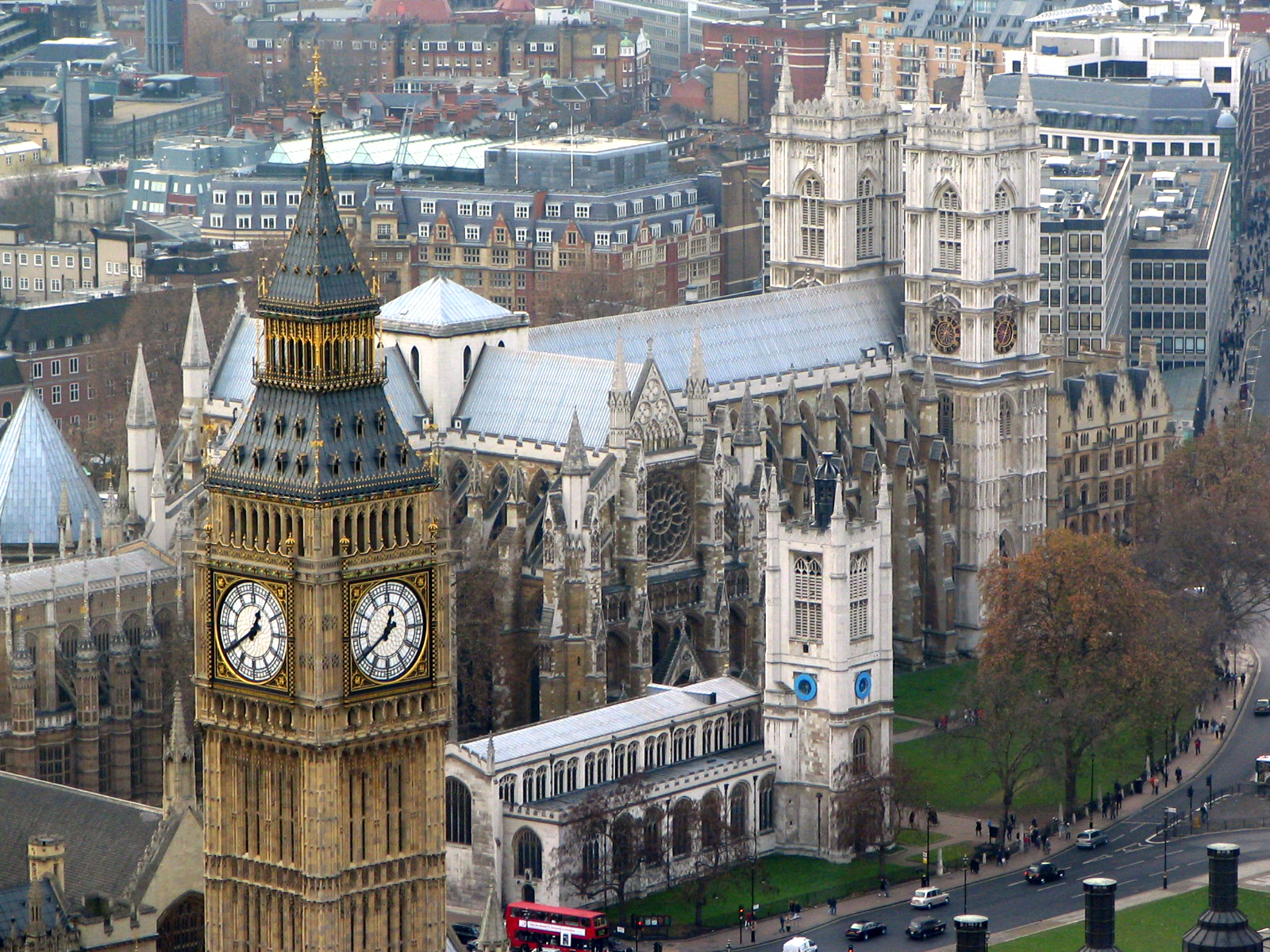
Vista de dentro do London Eye para o nordeste
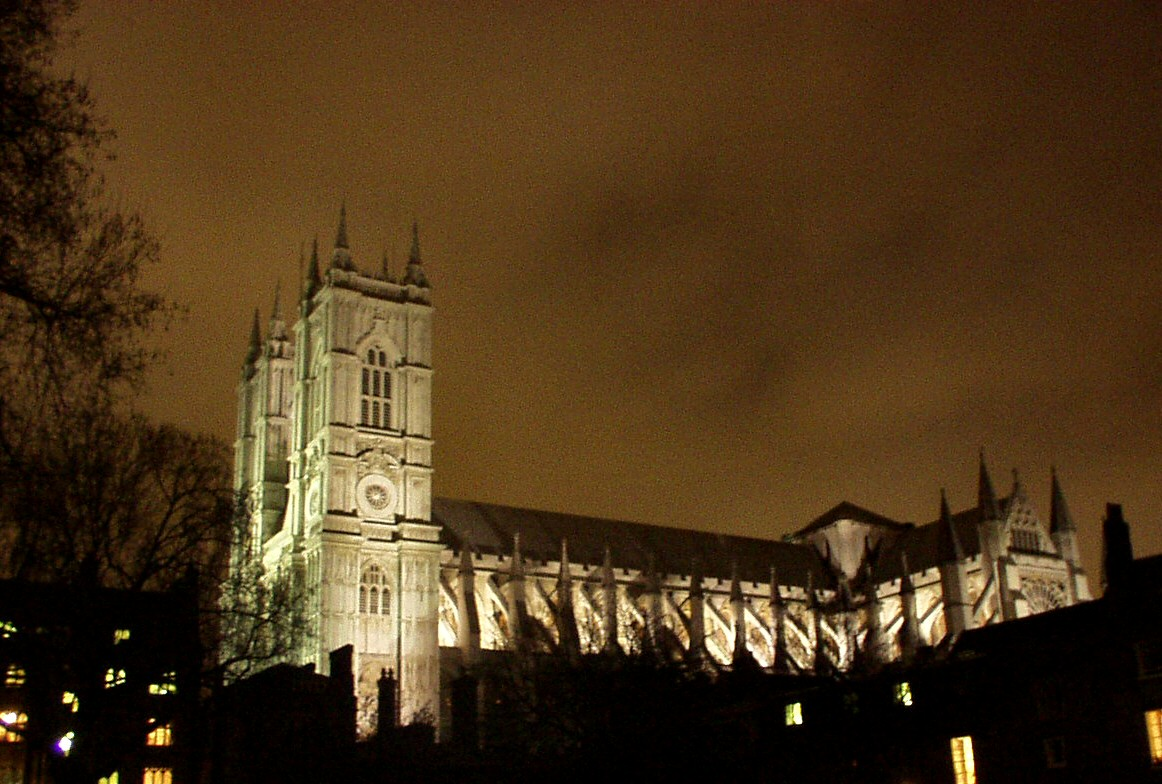
Abadia de Westminster à noite
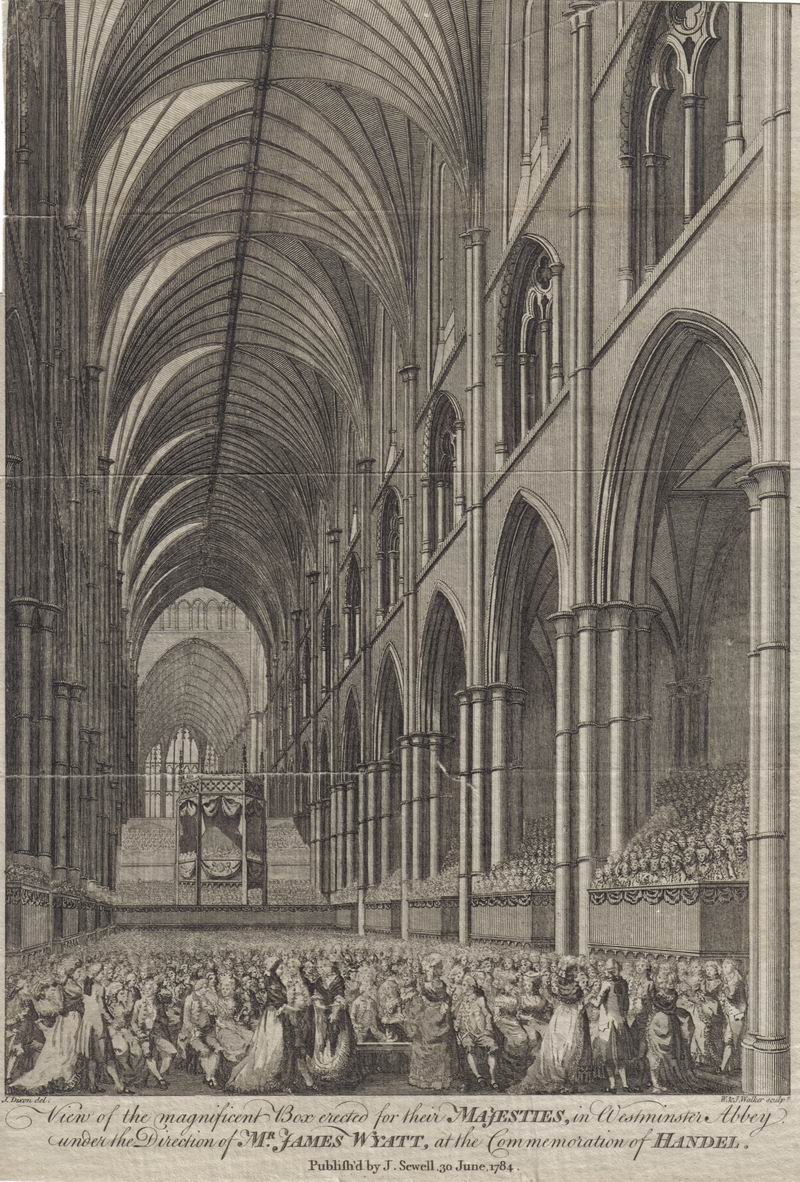
Comemoração do Handel em 1784
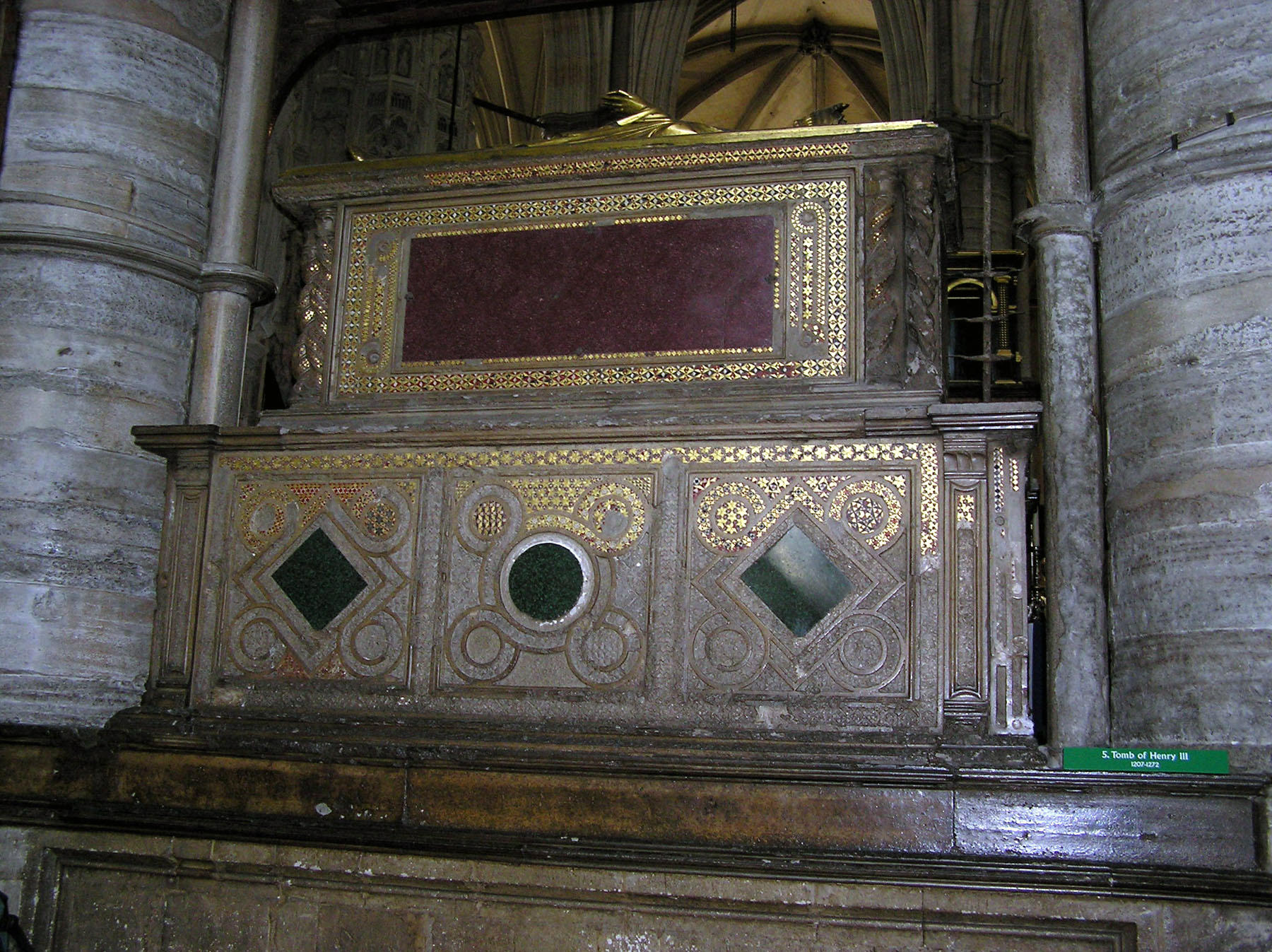
Tumba do Rei Henrique III da Inglaterra
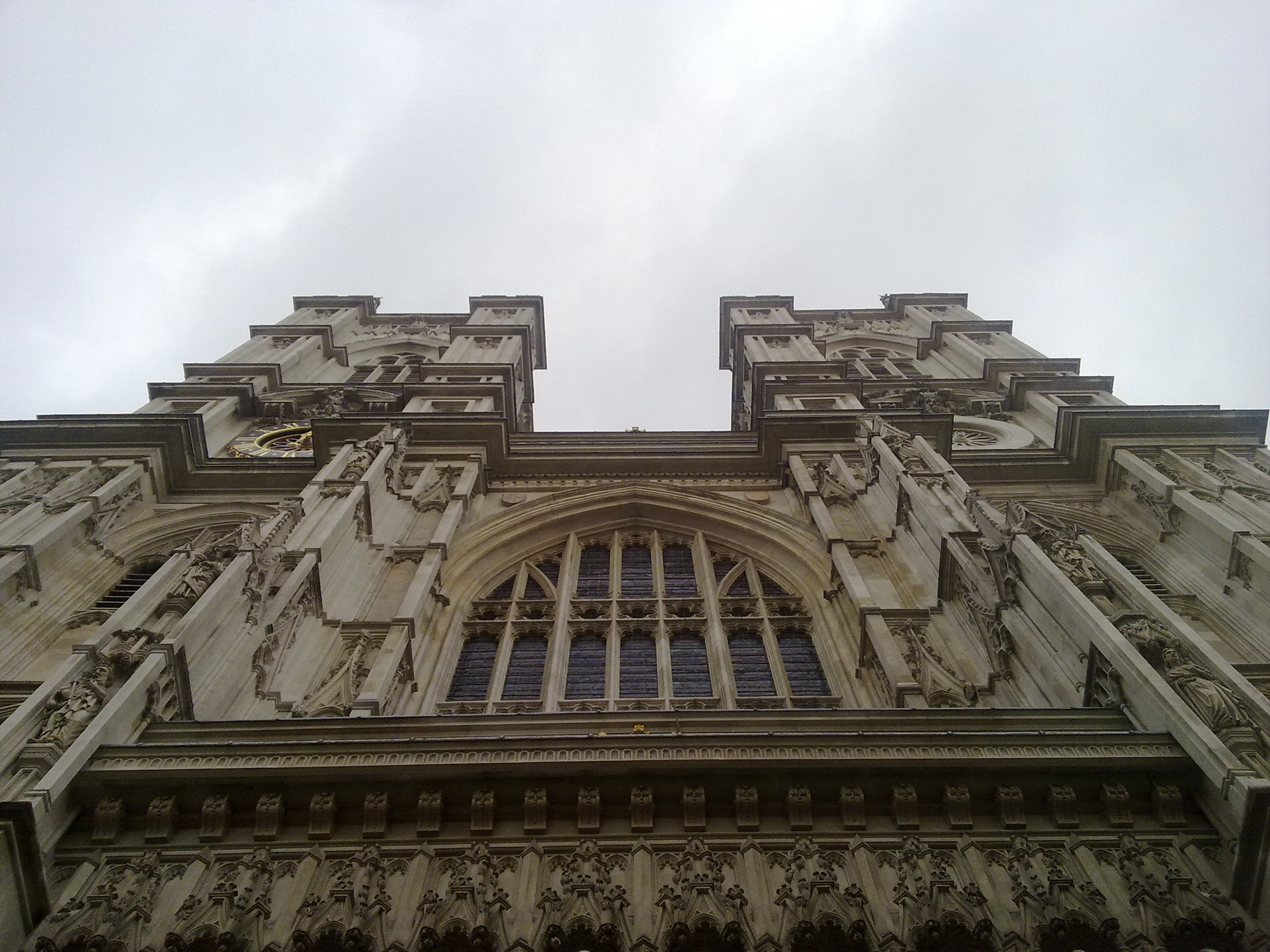
Face Oeste vista de baixo
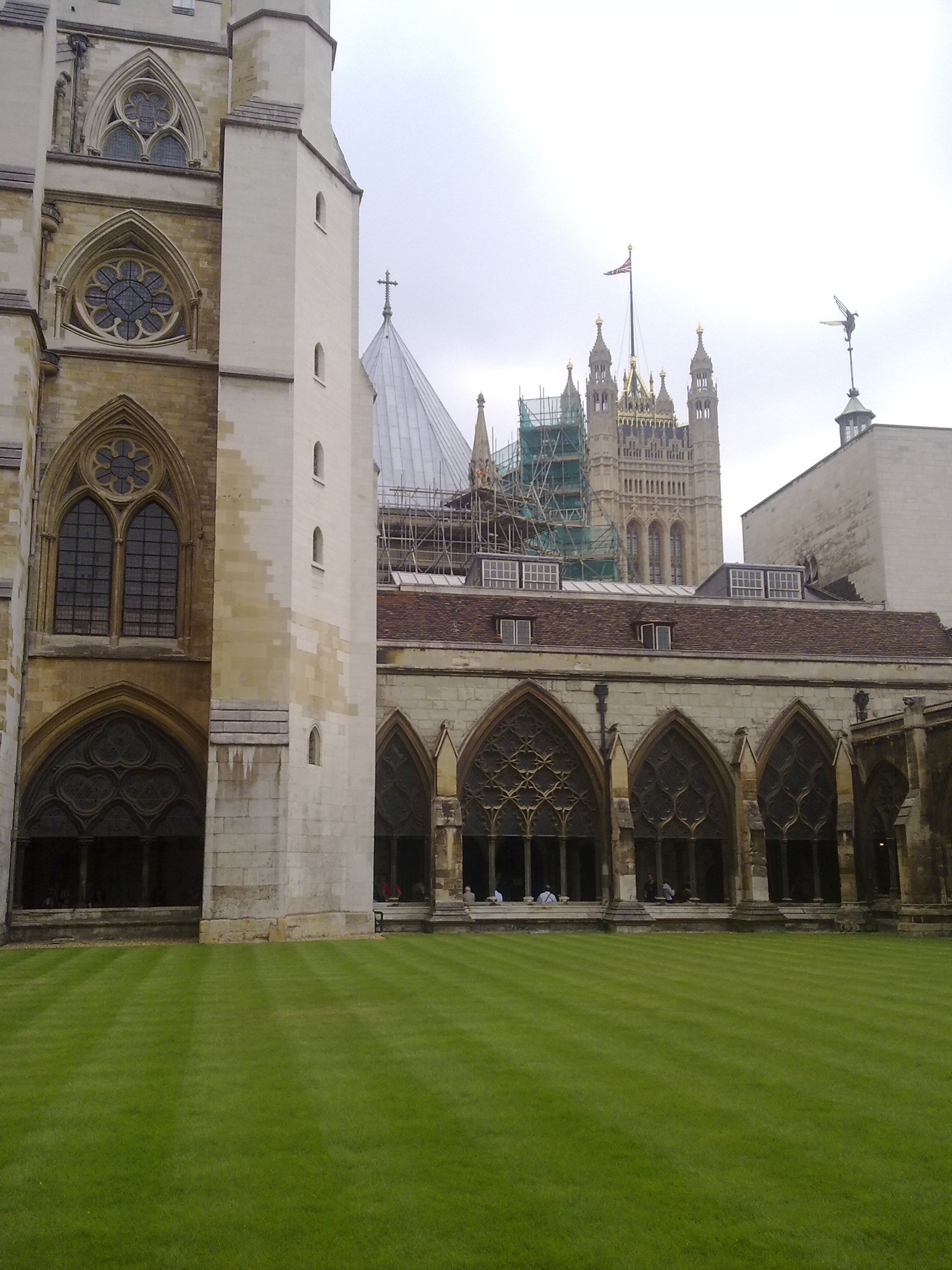
Monastério visto para o sudoeste em direção à Torre Victoria
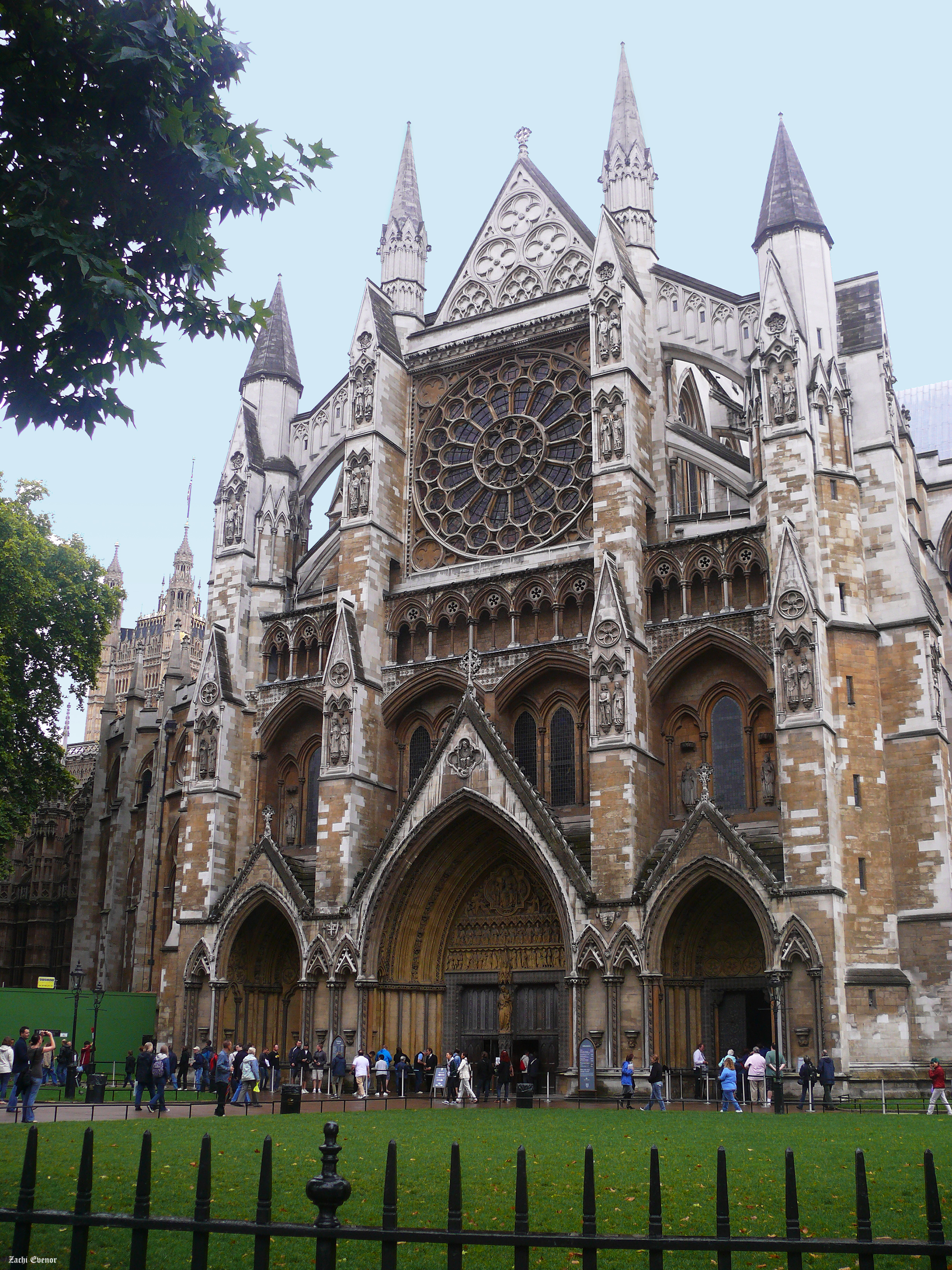
Fachada norte, construída em Estilo Gótico
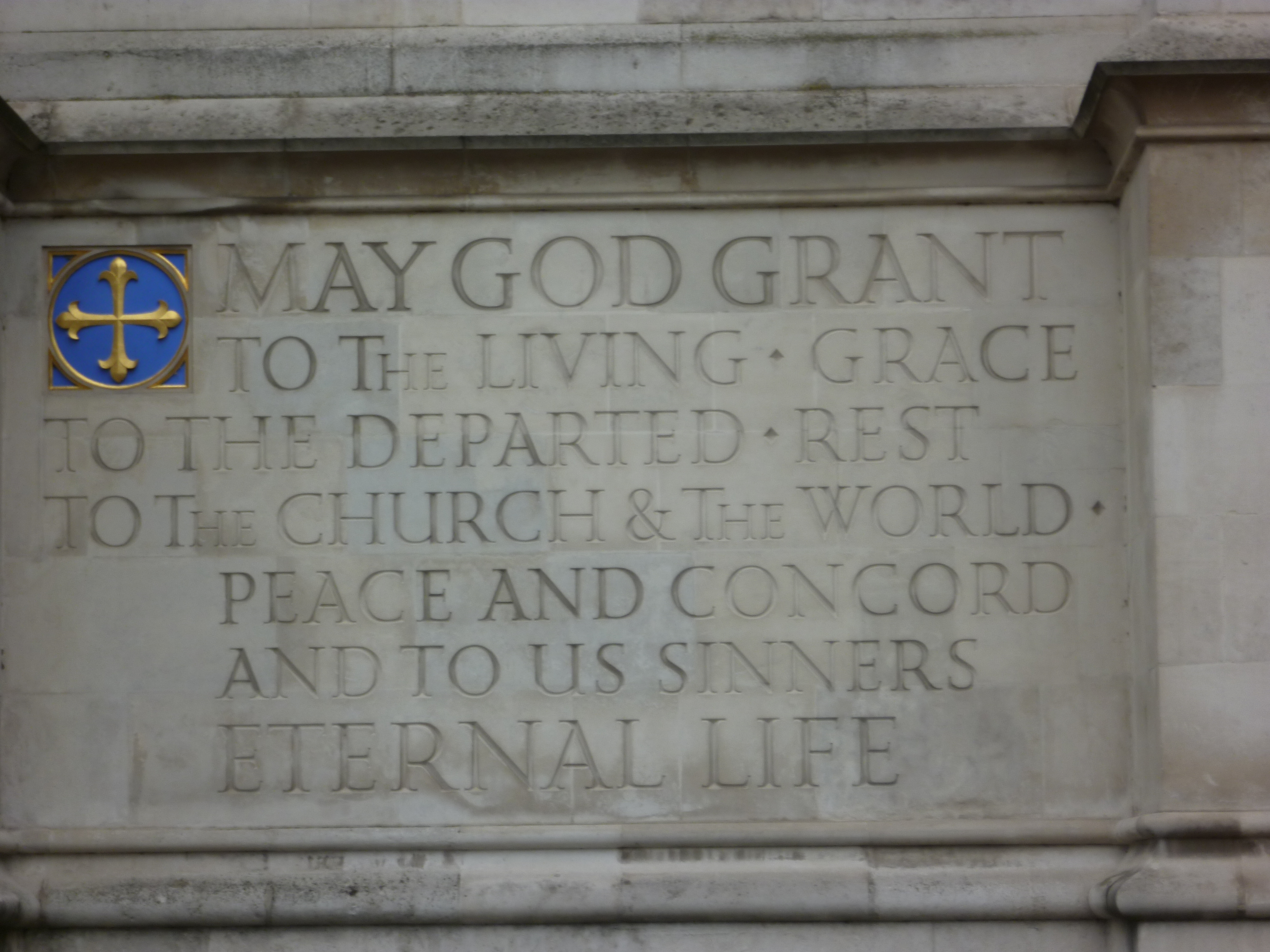
Inscrição na parede exterior
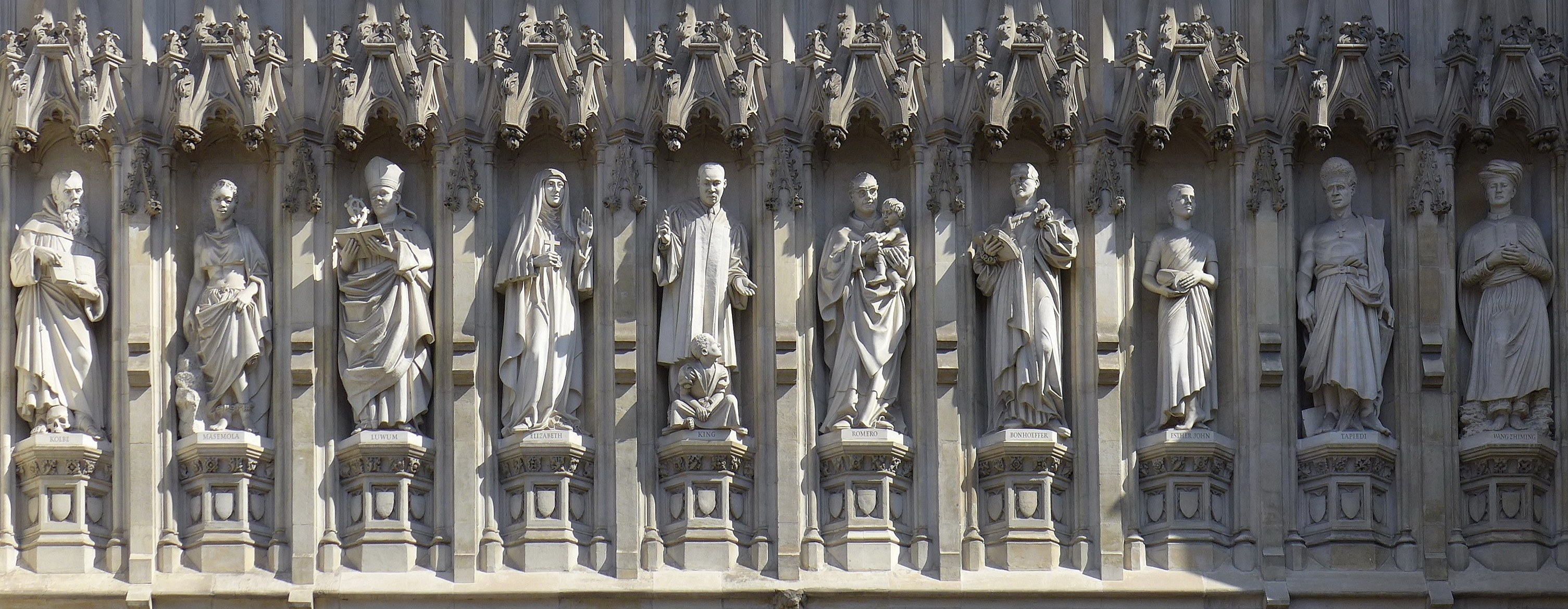
Os 10 mártires do século XX.
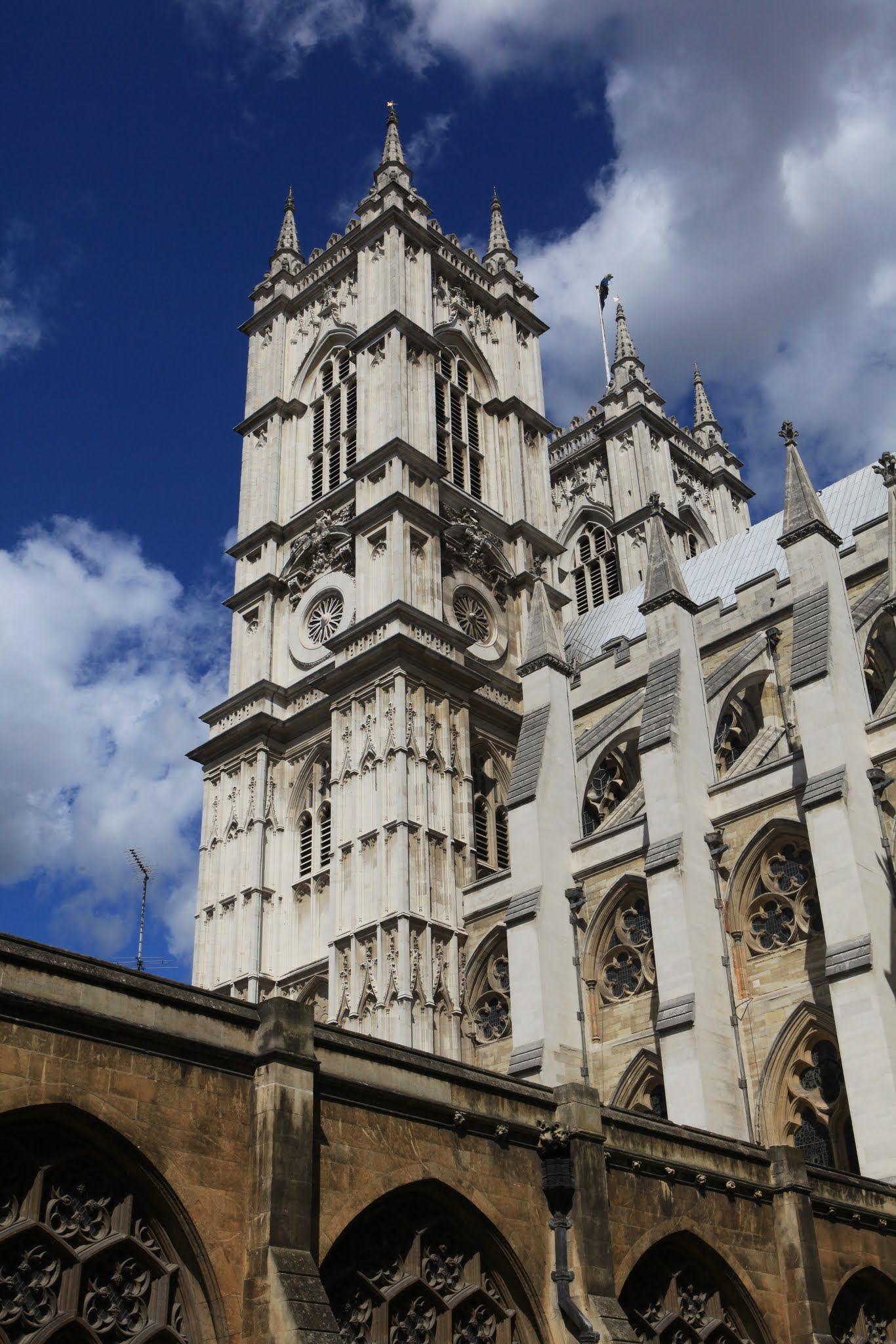
Foto de uma das capelas.
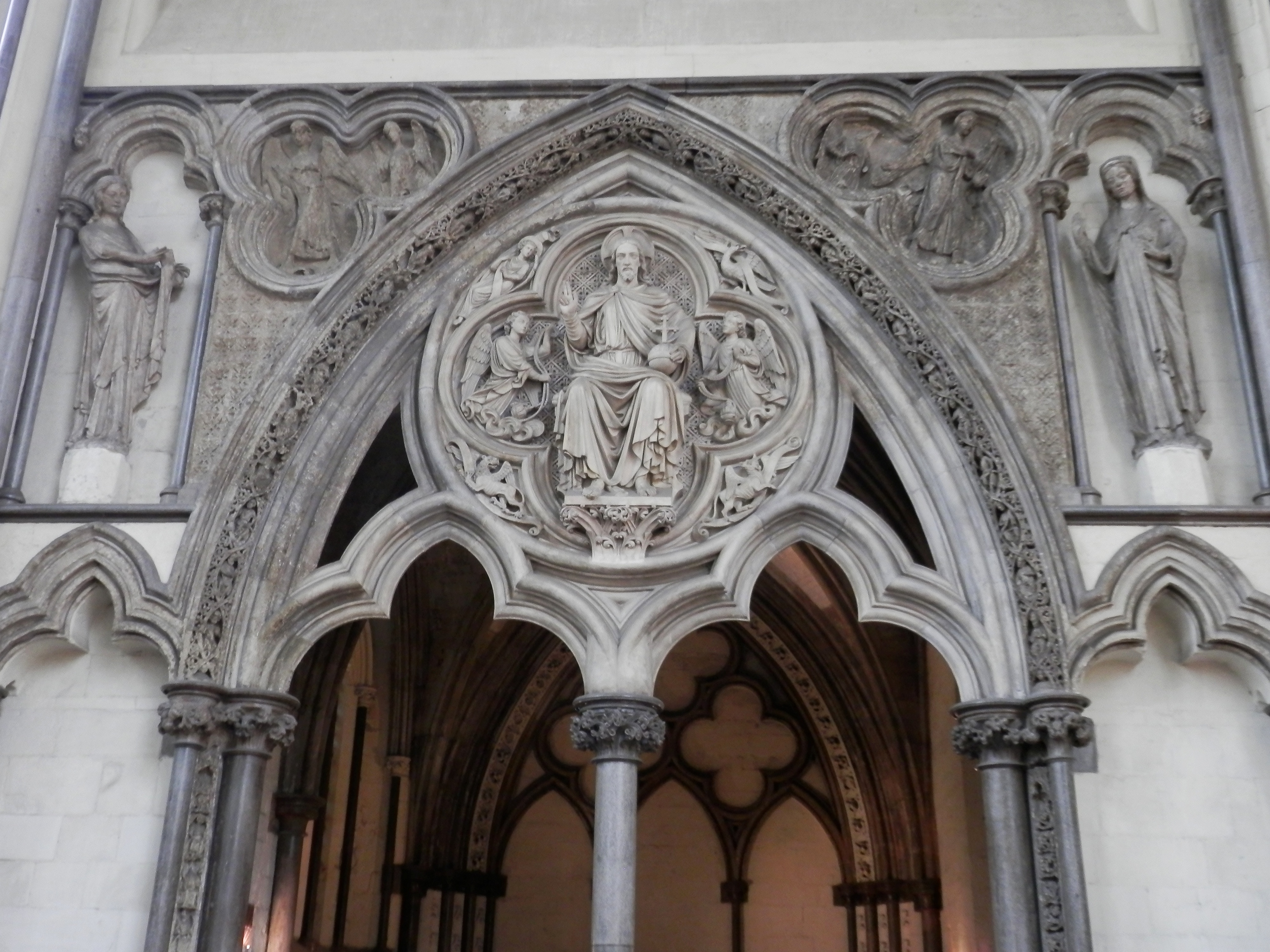
O Socorro de Cristo (fachada)
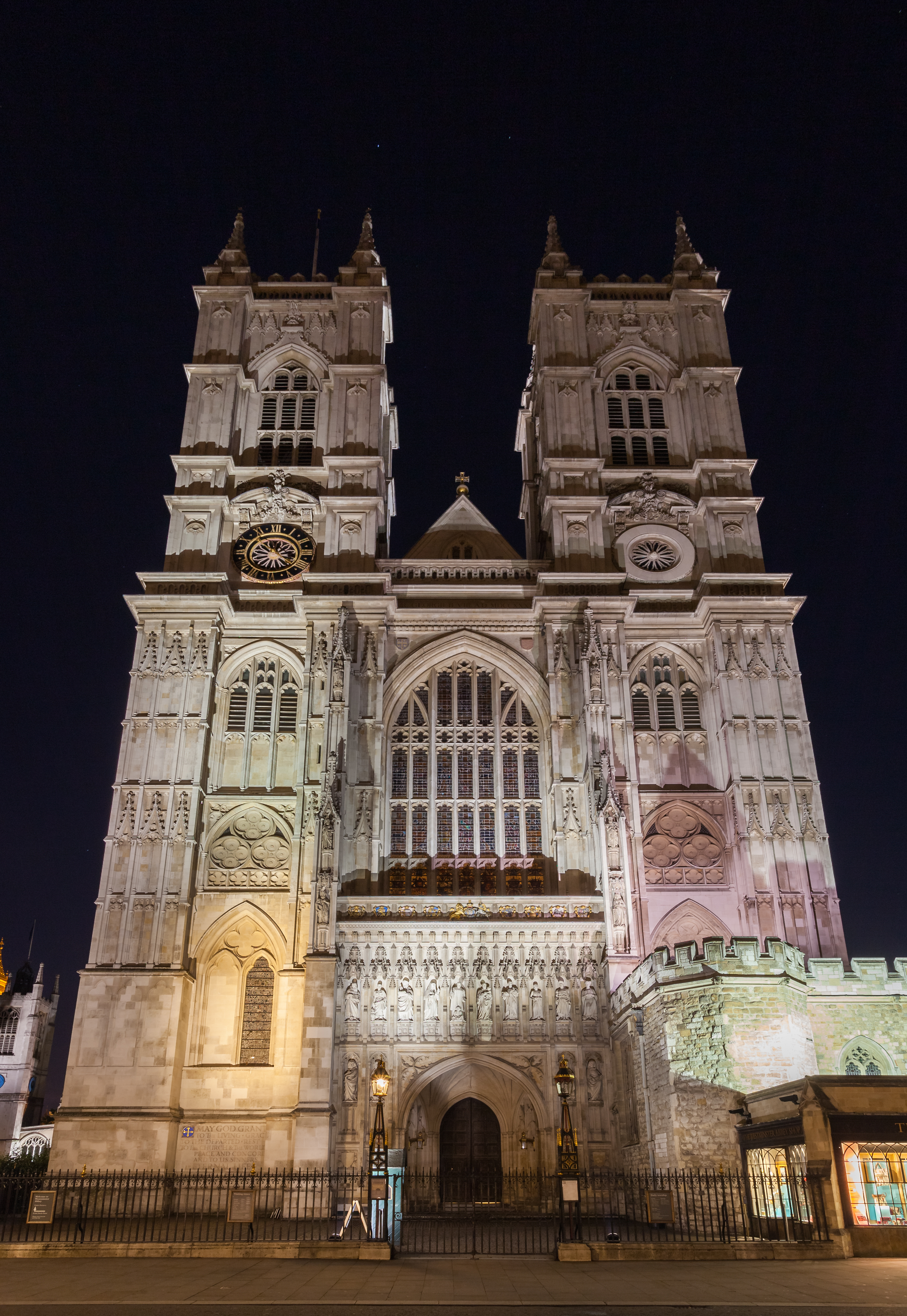
Fachada à noite
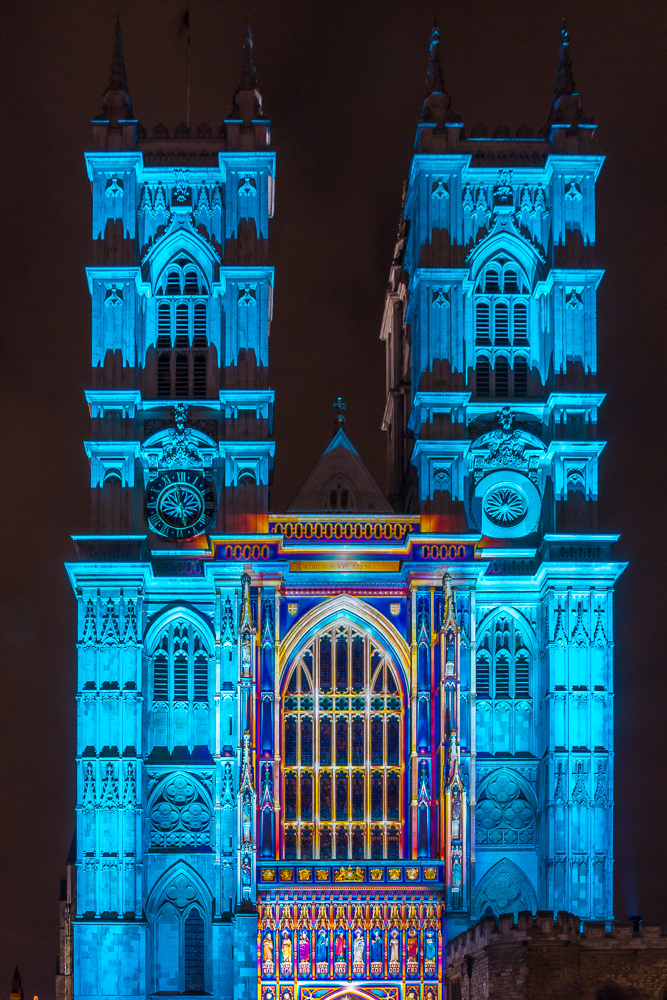
Luz colorida projetada na abadia para o Festival Lumiere 2016
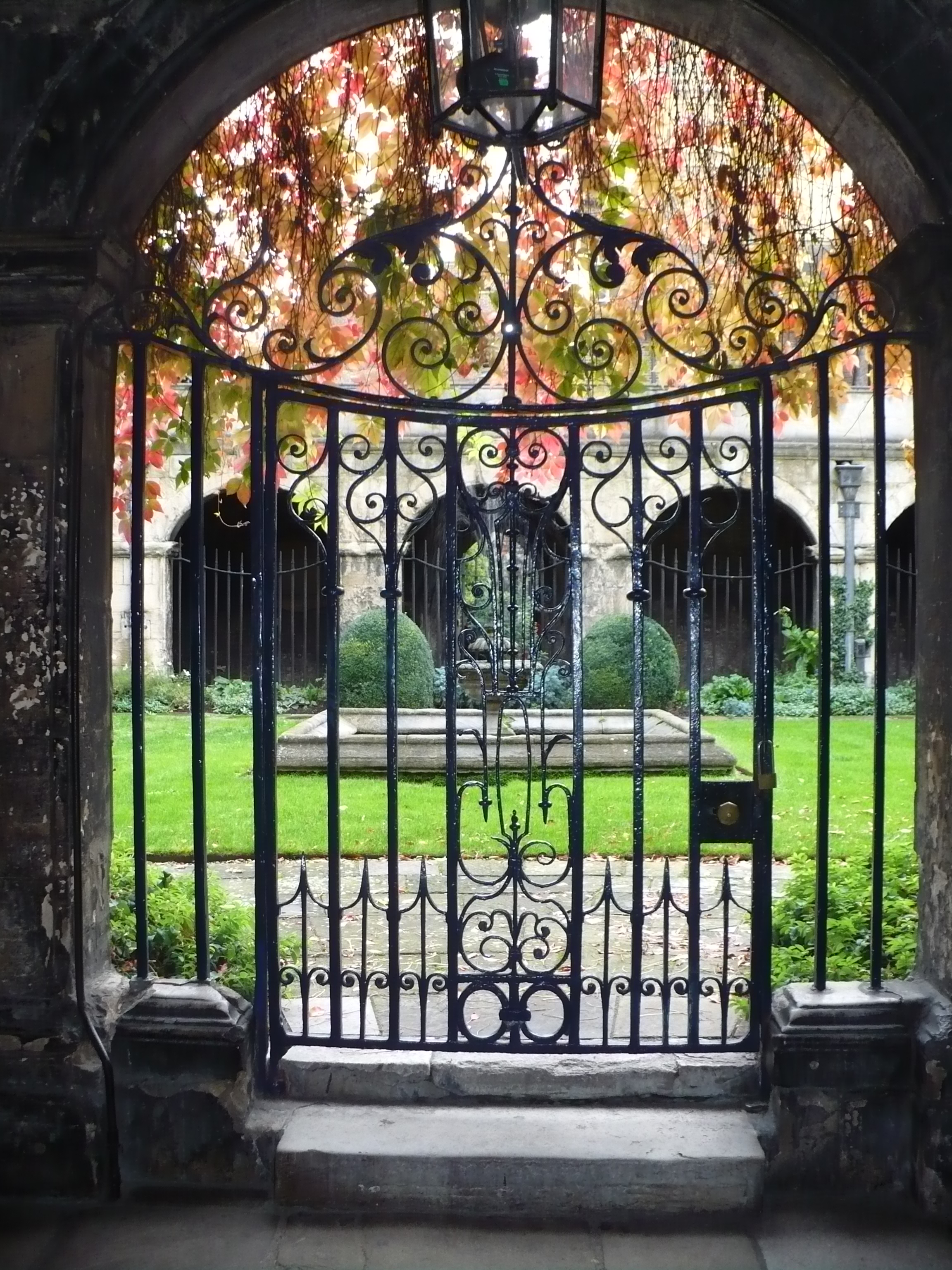
Vista através do portão para o pequeno claustro, com o jardim da capela de St. Catherine ao fundo